# Architecture médiévale en Normandie

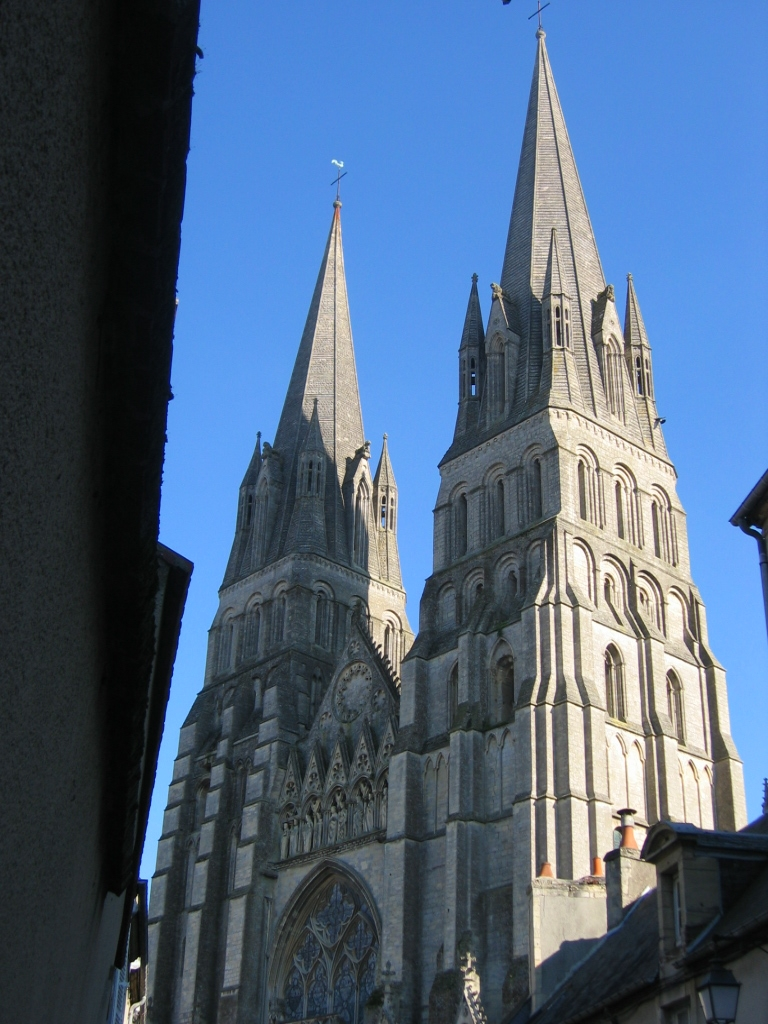
La cathédrale de Bayeux, XIe siècle.

L’architecture médiévale normande a des caractéristiques propres qui font du duché de Normandie une région à forte identité. Les bornes chronologiques de l’étude respectent les événements politiques : les témoignages architecturaux du haut Moyen Âge étant rares, l'article commence donc en 911, année de création du duché de Normandie. Il s'achève à la fin du XVe siècle, au moment où apparaissent en Normandie les premières constructions de la Renaissance.

## Architecture romane

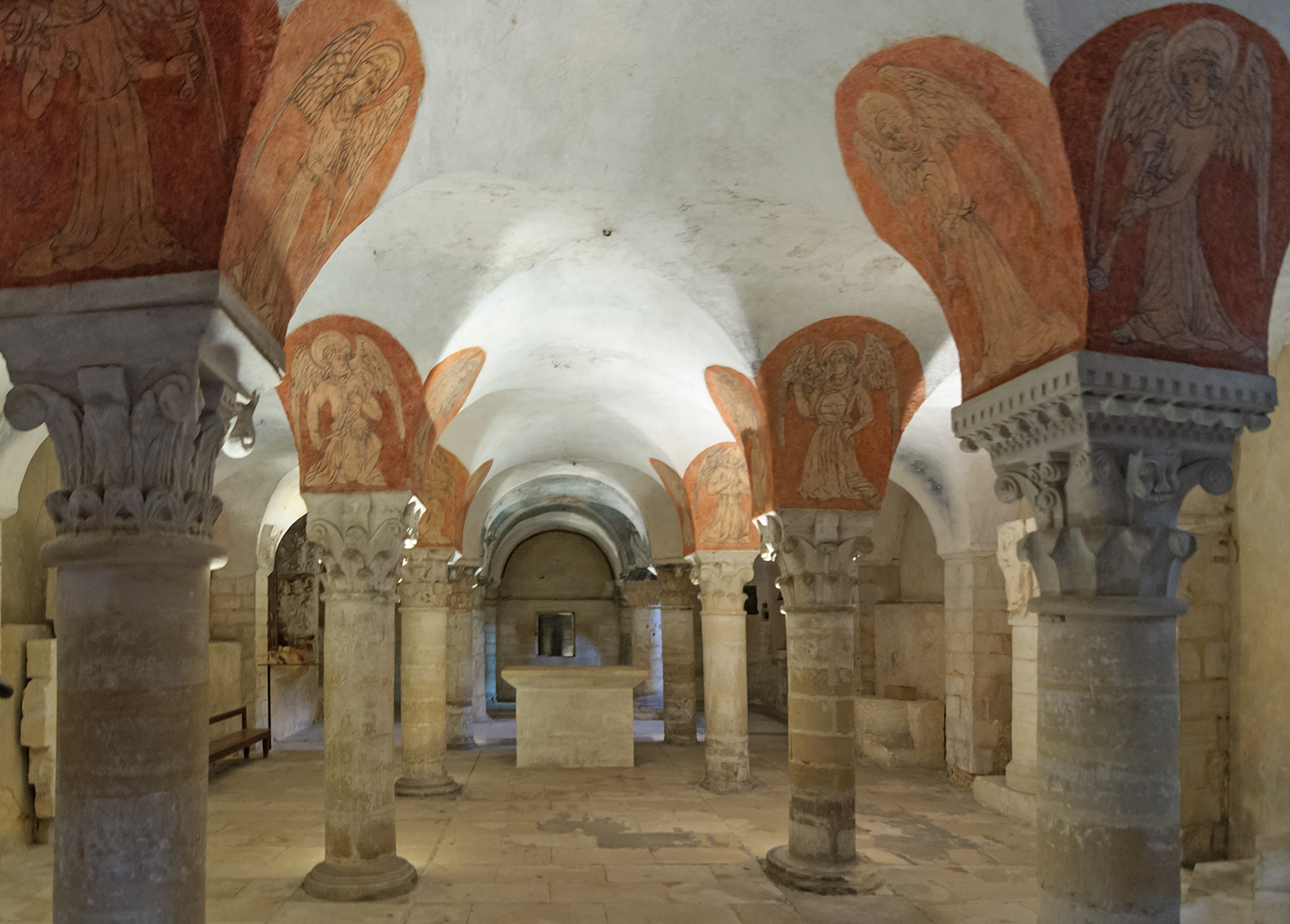
La crypte de la cathédrale de Bayeux, XIe siècle.

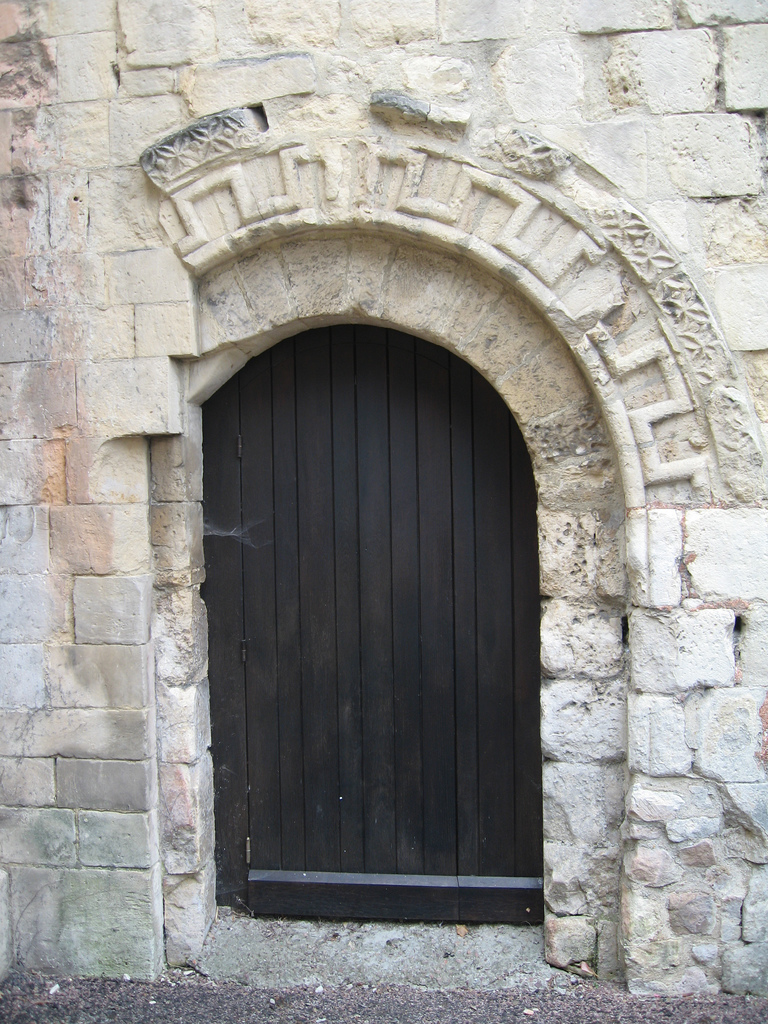
Vestige du XII dans la collégiale du Saint-Sépulcre de Caen.

L'architecture de cette époque se rattache à l'école anglo-normande dont les innovations ont fortement influencé les maîtres d'œuvre gothiques : tour-lanterne, triforium et, dans la seconde moitié du XIe siècle, la façade harmonique. Élaborée dans le monde monastique, cette façade occidentale en forme de H est une composition tripartite avec un soubassement percé de trois portails dont le central, plus large, est surmonté d'un mur pignon qui s'ouvre avec de grandes baies (elles deviendront les rosaces à l'époque gothique). Les deux portails latéraux sont surmontés de tours symétriques abritant les cloches et dont la verticalité préfigure la silhouette des cathédrales. Les tours plantées sur la première travée des collatéraux sont alignées sur la porte principale de la nef, de sorte à créer une façade rectiligne. Cette façade harmonique, qui s'oppose à la façade-écran ne montrant pas de correspondance stricte avec la structure de l'intérieur de l'édifice, va progressivement assumer une plus grande importance en combinaison avec des structures complémentaires et être retenue comme la solution satisfaisante du traitement du front occidental de beaucoup d'édifices religieux gothiques.
Les maîtres d'œuvre normands ont également, dès la fin du XIe siècle, repris le principe de la croisée d'ogives développée au milieu du XIe siècle par les architectes lombards, mais ils n'en tirent pas toutes les possibilités comme leurs homologues d'Île-de-France.

### Liste des édifices romans de Normandie
Voir la catégorie des édifices romans en Normandie
- Église abbatiale de Cerisy-la-Forêt : nef des années 1080
- Église abbatiale de Lessay
- Église prieurale de Graville
- Église abbatiale de Notre-Dame de Bernay, XIe siècle
- Église abbatiale de Notre-Dame de Jumièges, XIe siècle
- Église Sainte-Paix de Mondeville
- Église abbatiale Saint-Étienne de l'abbaye aux Hommes de Caen, nef
- Église abbatiale de la Trinité de l'abbaye aux Dames de Caen
- Église Saint-Nicolas de Caen
- Église abbatiale Saint-Georges de Boscherville
- Église Saint-Samson d'Ouistreham
- Église Saint-Pierre de Thaon
- Abbaye de Saint-Pierre-sur-Dives, clocher XIIe siècle, tour-lanterne avec base XIe siècle

Les décors de frettes crénelées ornant les arcs en plein cintre sont caractéristiques de l'architecture médiévale normande. On en retrouve des exemples dans l'architecture civile (ex : salle de l'Échiquier du château de Caen), mais surtout dans de nombreuses églises (ex : abbaye aux Dames, église Saint-Pierre de Thaon).

## Le gothique normand (fin duXIIesiècle- début duXIIIesiècle)

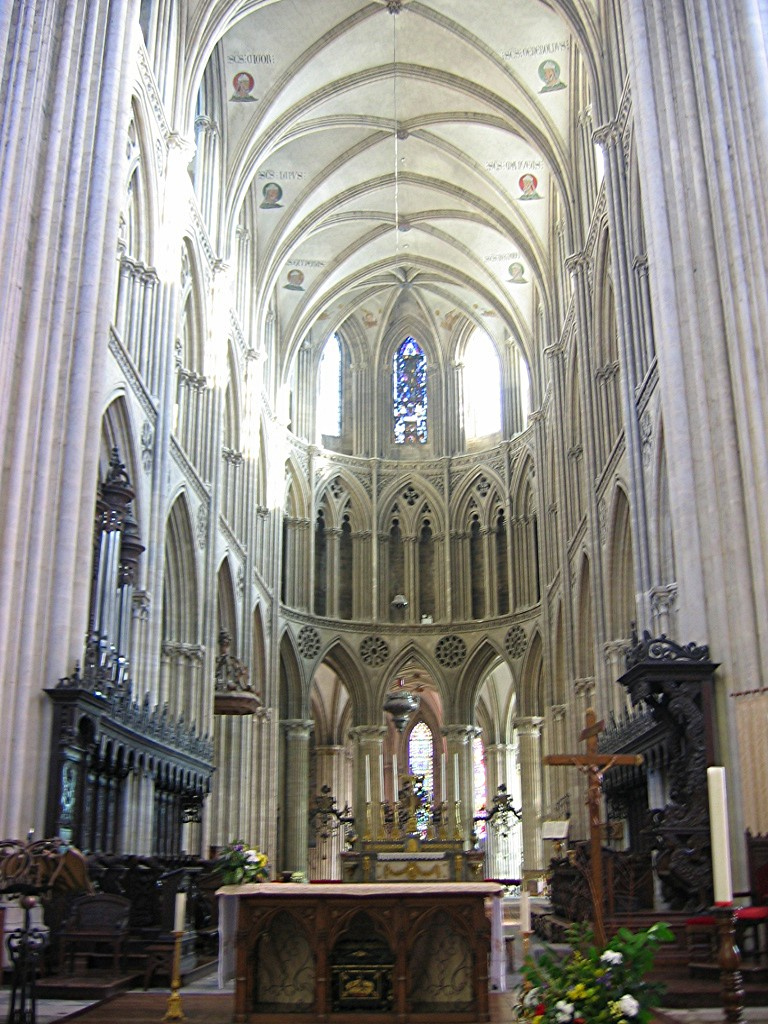
Un exemple de gothique normand : le chœur de la cathédrale de Bayeux (vers 1230).

L'influence de l'art français (comprenez de l'Île-de-France) survient assez tôt dans l'architecture militaire : les donjons de Rouen, Lillebonne, la Tour Talbot du château de Falaise, la Tour du Prisonnier à Gisors s'inspirent du Louvre médiéval de Paris. Mais dans l'architecture religieuse, les éléments traditionnellement normands résistent, tout particulièrement en Basse-Normandie.
Les premiers éléments gothiques apparaissent à Lisieux, dans la nef de la cathédrale (1167-1174). Le chœur de l'abbatiale Saint-Étienne de Caen est le premier construit après la fin du duché (1204). Néanmoins, les survivances normandes sont toujours visibles dans la nef : coursière et largeur du vaisseau central sont typiquement normands. La reconstruction du chœur de la cathédrale de Bayeux (vers 1230) respecte la tradition normande : arcs brisés très aigus, tympans ajourés de trèfles, voussures, absence de statues, lumière.
Le cloître de la Merveille du mont Saint-Michel reconstruit dans le style architectural normand, avec tailloirs des chapiteaux circulaires, écoinçons en pierre de Caen, motifs végétaux, est achevé en 1228.
À Coutances, la reconstruction de la nef précède celle du chœur (vers 1220-1235). Ces deux parties de l'édifice sont de style normand : les chapiteaux à tailloir circulaire évidé, les arcs élancés et leur modénature accentuée sont des signes évidents de la résistance au style gothique français. De même, la tour-lanterne est une spécificité normande depuis l'âge roman : au XIIIe siècle, les églises de Saint-Pierre-sur-Dives, Fécamp, Lisieux, Rouen, Langrune, Rots, Norrey-en-Bessin et Étretat en sont dotées. Le style régional apparaît aussi sur la façade de la cathédrale, qui offre des lignes verticales vertigineuses.

## Le gothique français (1250-1350)
- Gothique rayonnant

## Le temps des crises (1350-1450)
- Gothique flamboyant

## Liste des édifices normands du Moyen Âge

### Églises et abbayes

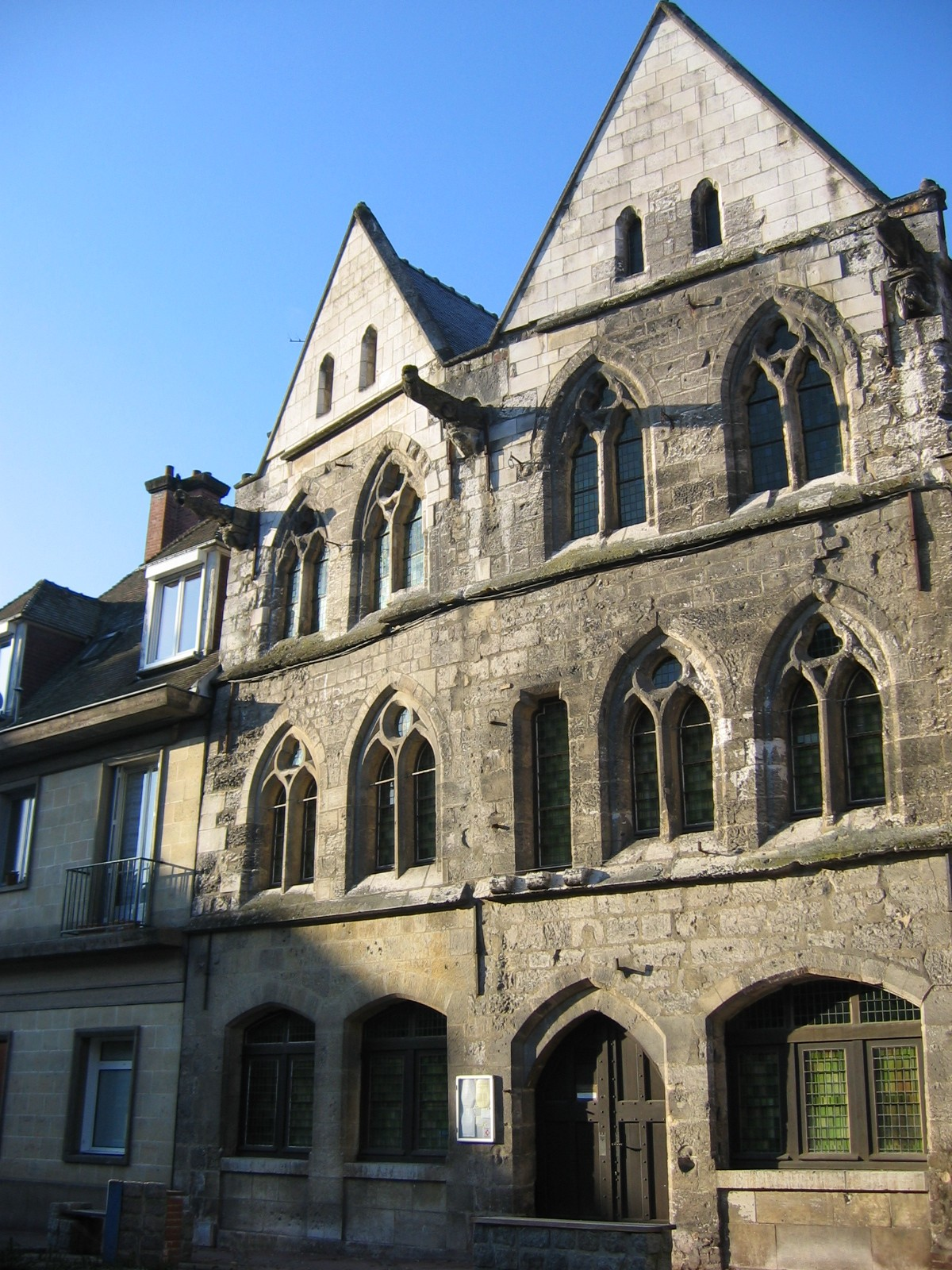
Maison des Templiers, Caudebec-en-Caux.

Maison des Templiers, Caudebec-en-Caux, XIIe et XIIIe siècles
- XIe siècle

Crypte de la cathédrale Notre-Dame de Bayeux
Chœur de la collégiale Notre-Dame à Vernon
- XIIe siècle

Abbaye Saint-Georges de Boscherville à Saint-Martin-de-Boscherville
Abbaye Notre-Dame du Vœu à Cherbourg-Octeville
- XIIIe siècle

Cathédrale Notre-Dame de Rouen, début des travaux en 1200
Salle capitulaire de l’abbaye Notre-Dame de Hambye
Chœur des cathédrales Notre-Dame d'Évreux et Notre-Dame de Séez
Église et salle capitulaire de l’abbaye Notre-Dame de Fontaine-Guérard
- XIVe siècle

Chœur de l’église abbatiale de Saint-Ouen de Rouen (1318-1339)
Palais Ducal et salle des Gardes de l'abbaye aux Hommes
- XVe siècle

Église Saint-Pierre-et-Saint-Paul du Neubourg
Église de la Madeleine de Verneuil-sur-Avre
Église de Saint Maclou de Rouen

### Édifices laïcs
- XIIe siècle
- XIIIe siècle

Manoir d'Agnès Sorel, Le Mesnil-sous-Jumièges
Manoir des Templiers, Saint-Martin-de-Boscherville
Commanderie de Sainte-Vaubourg, Val-de-la-Haye
- XVe siècle

Château d'Ételan
Maison des Quatrans, Caen

## Galerie de photographies

### Caen

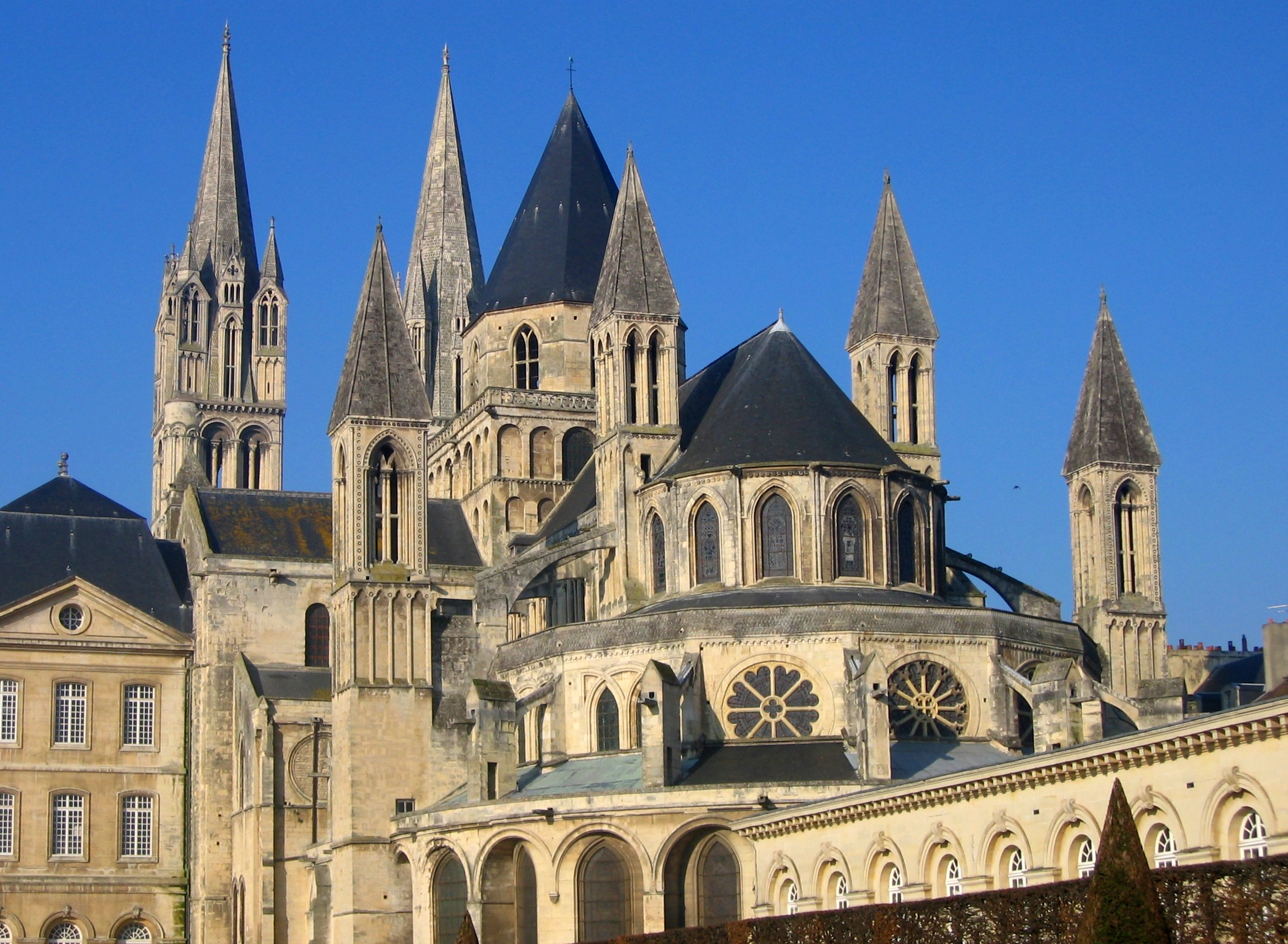
Saint Étienne, chevet.
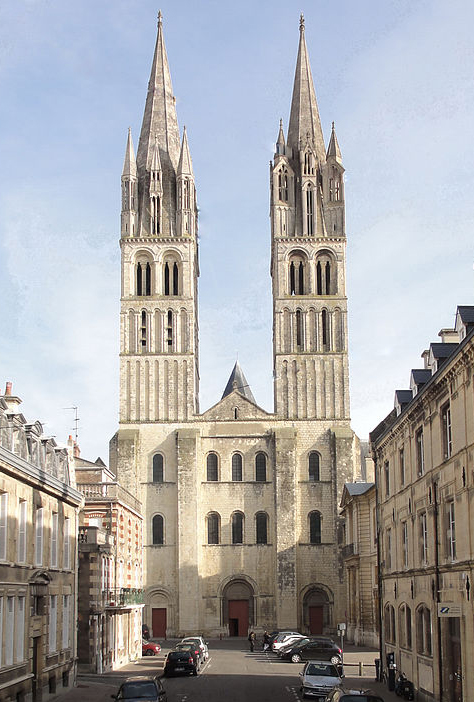
Saint Étienne, façade.
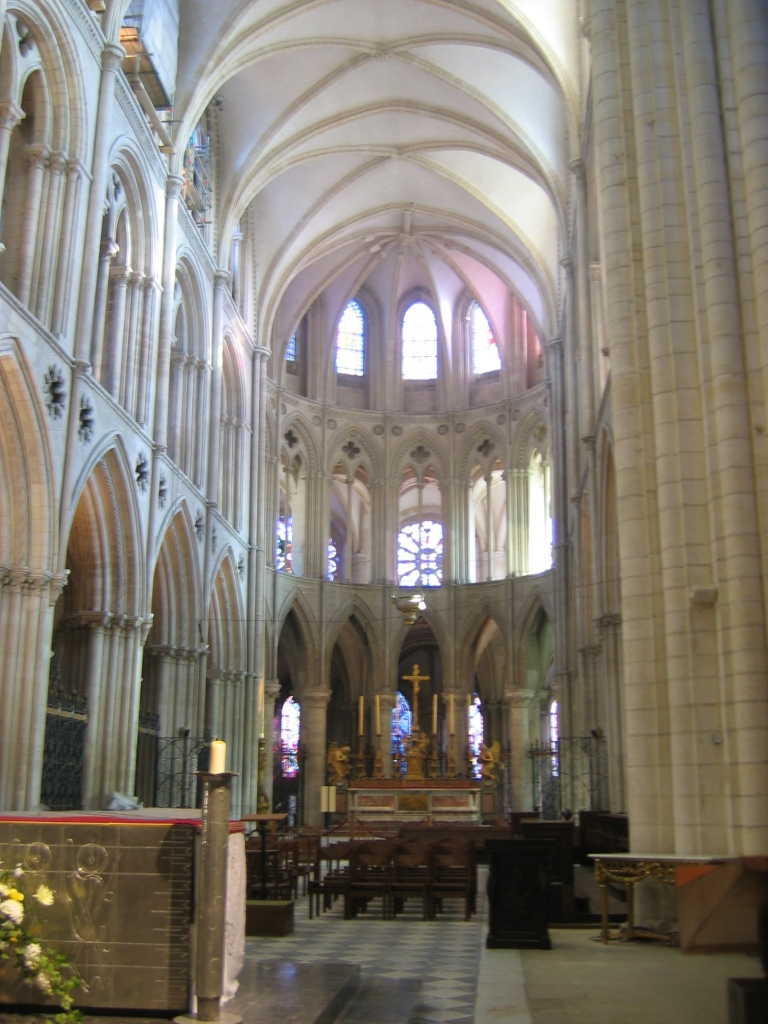
Saint Étienne, chœur.
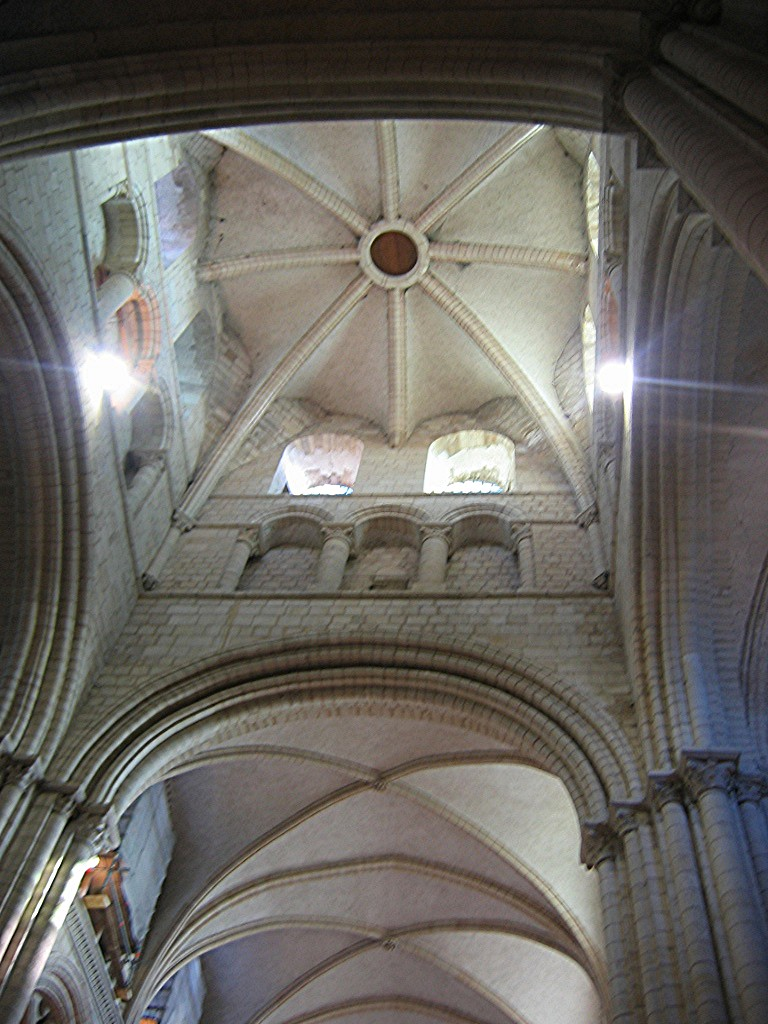
Saint Étienne, tour-lanterne.
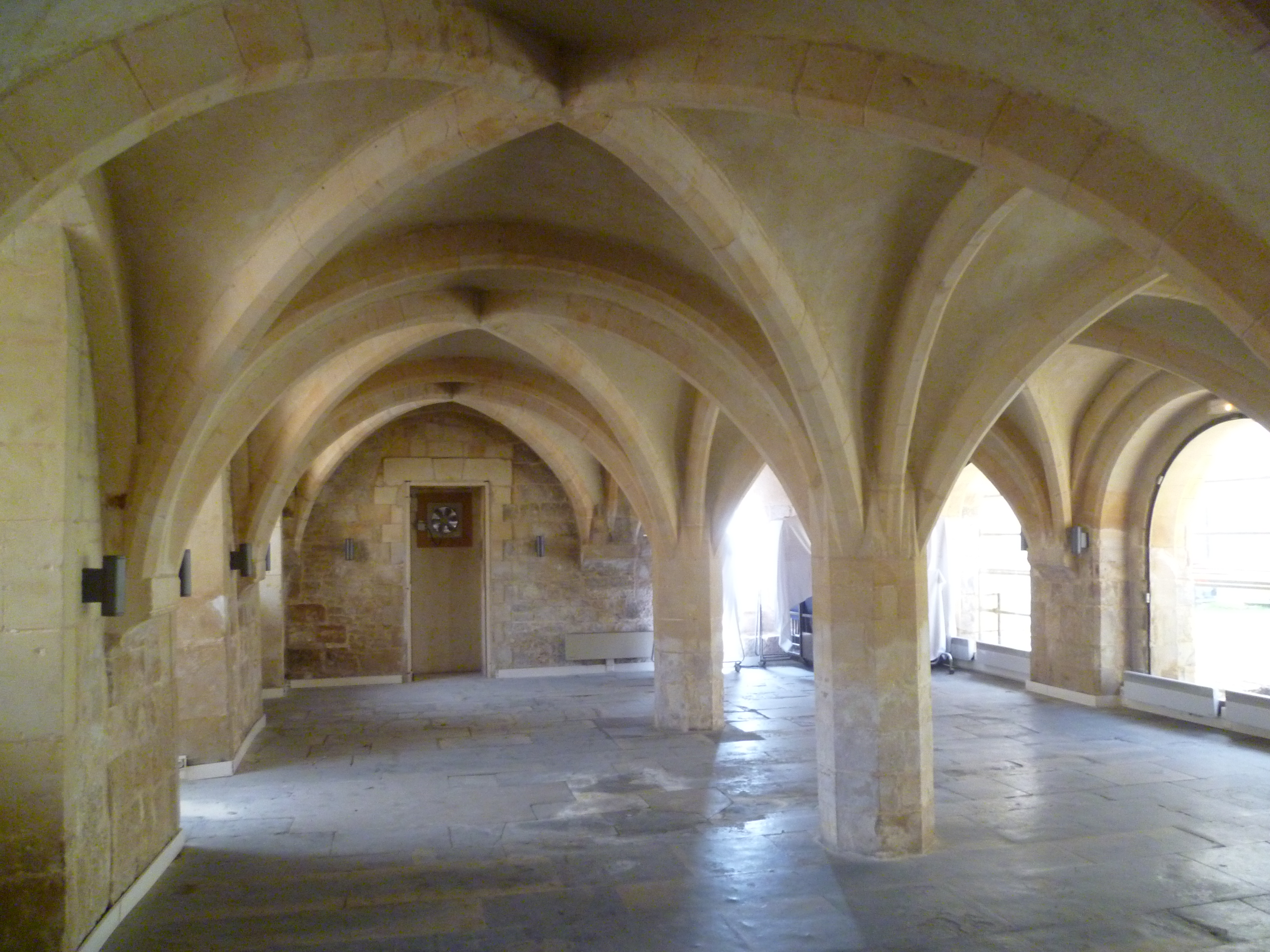
Abbaye aux Hommes, salle gothique du palais ducal.
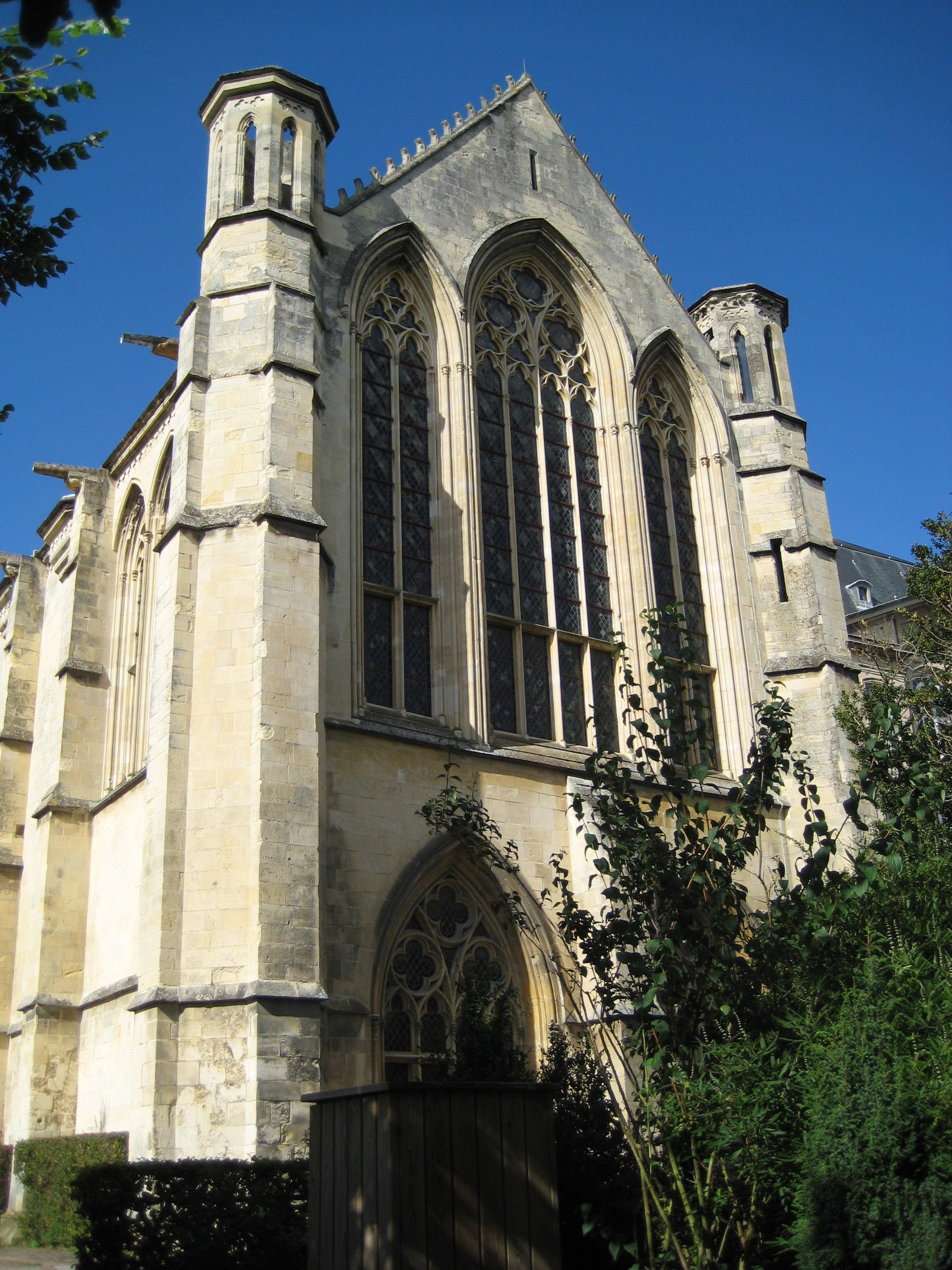
Abbaye aux Hommes, salle des gardes.
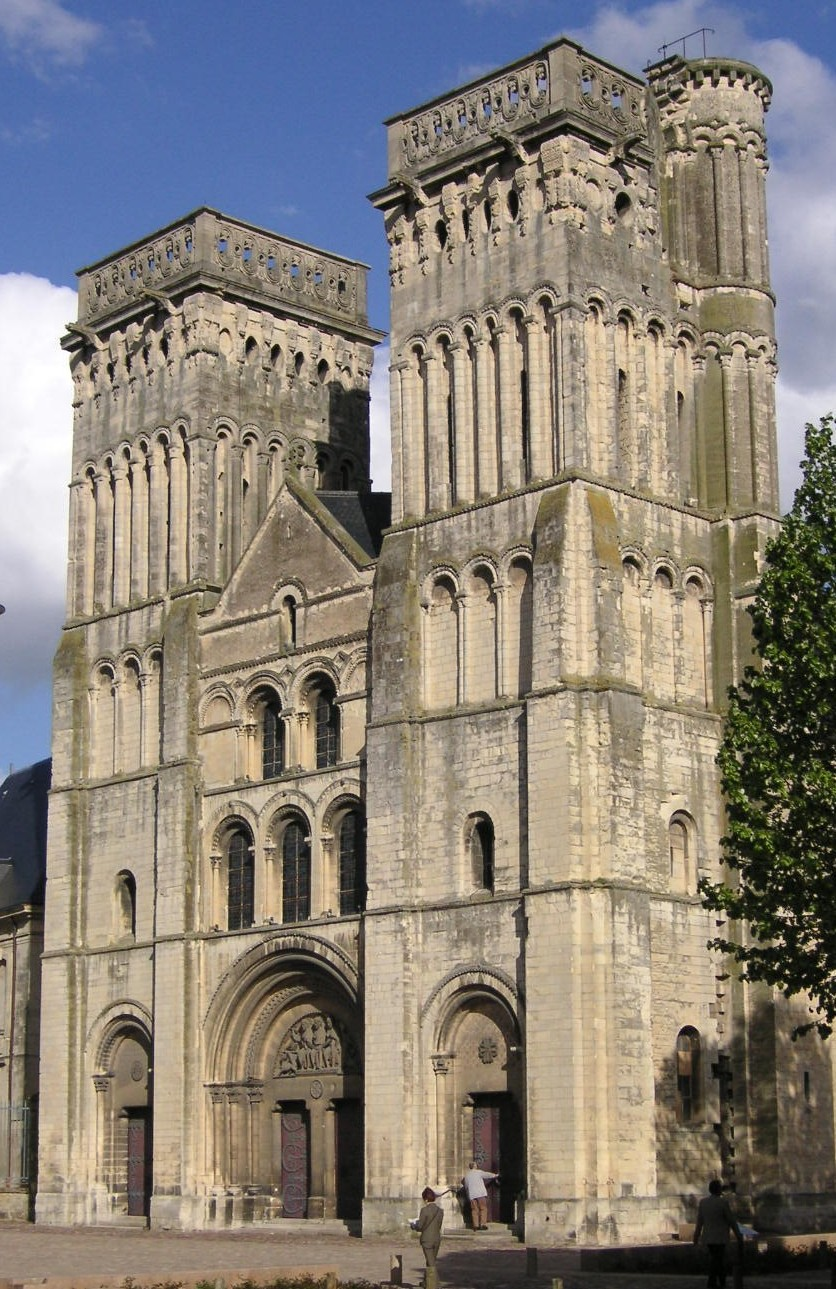
Église abbatiale de la Trinité, façade principale.
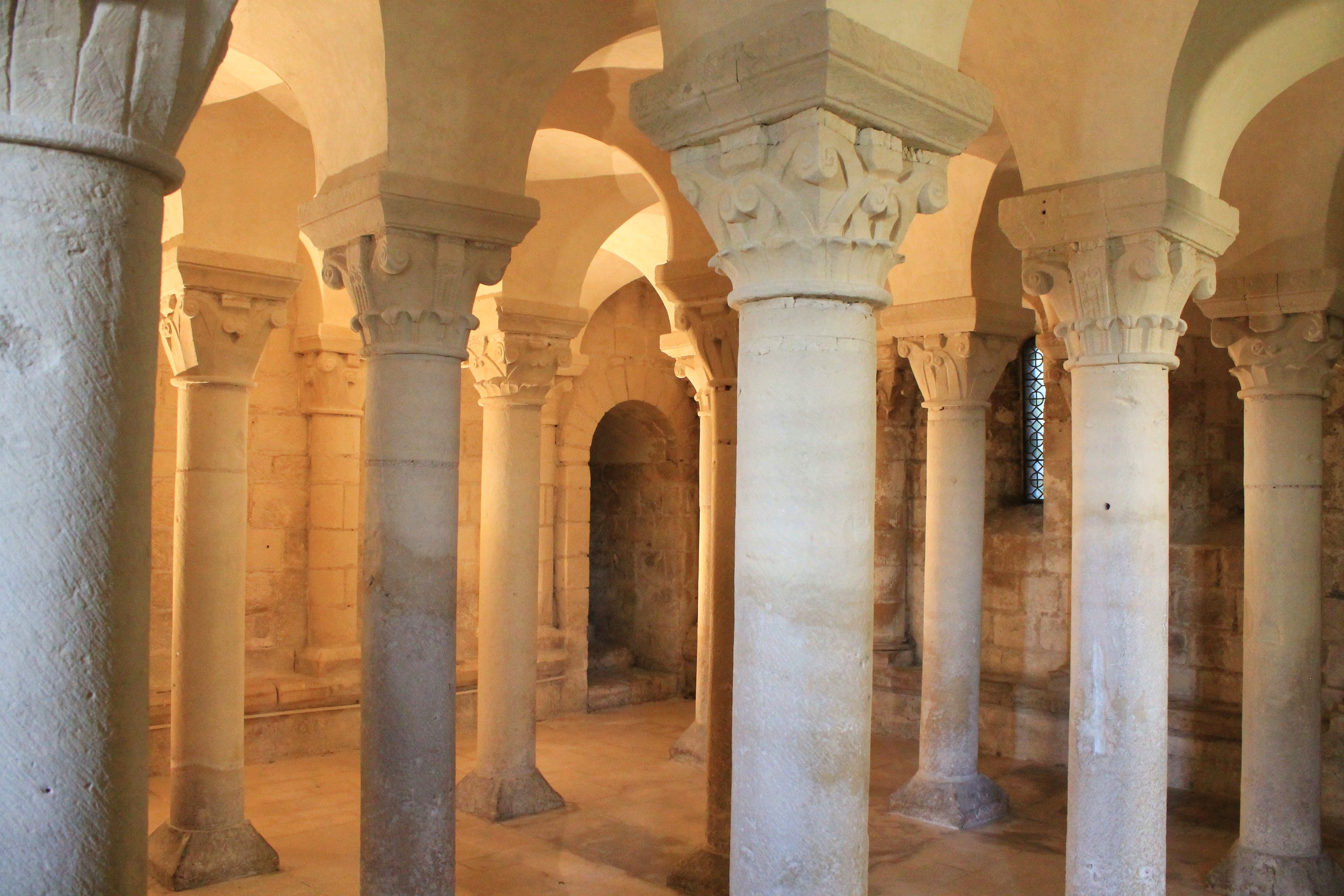
Église abbatiale de la Trinité, crypte.
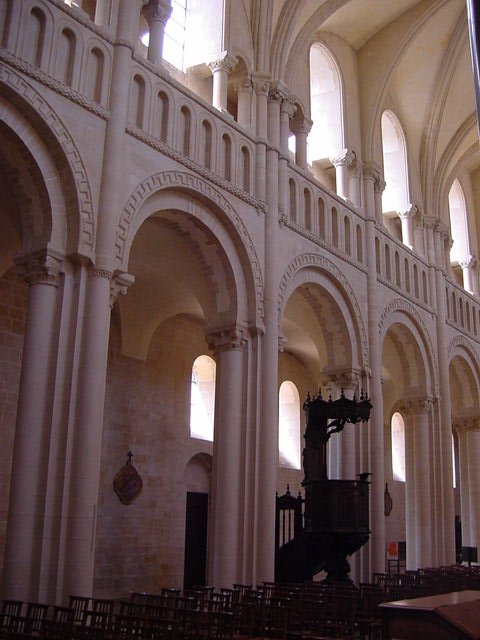
Église abbatiale de la Trinité, nef.
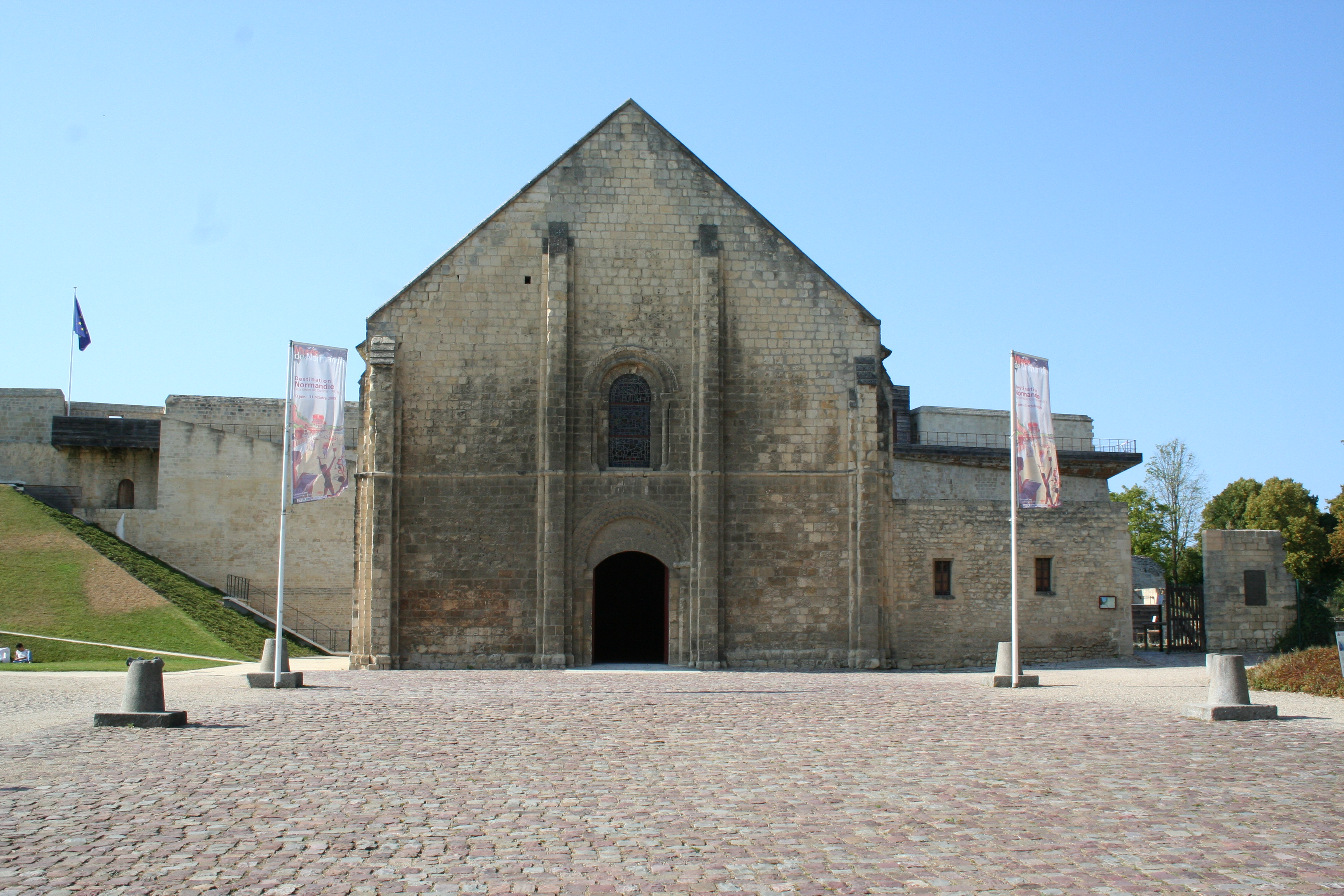
Château de Caen, salle de l'échiquier.
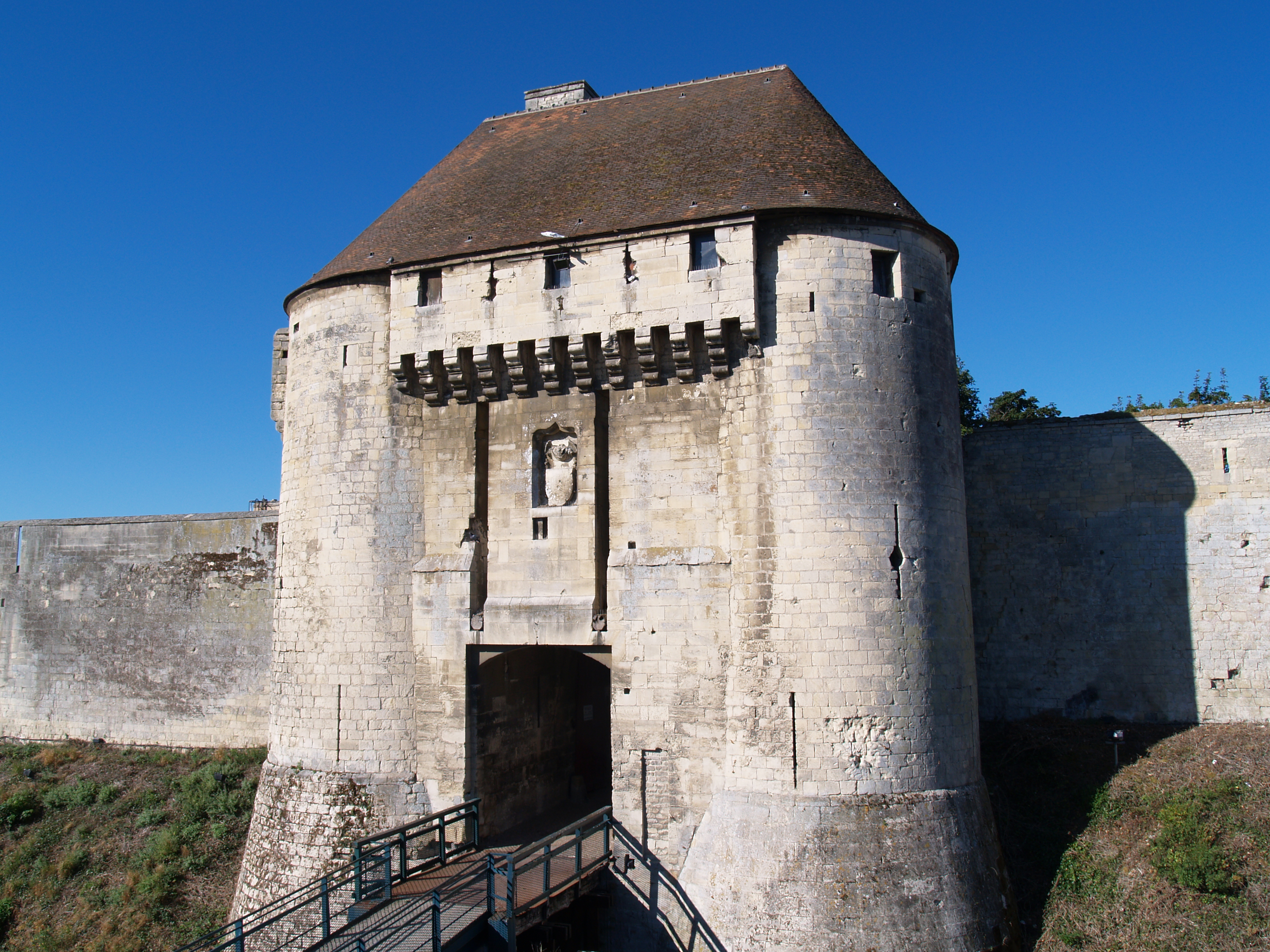
Château de Caen, porte des champs.
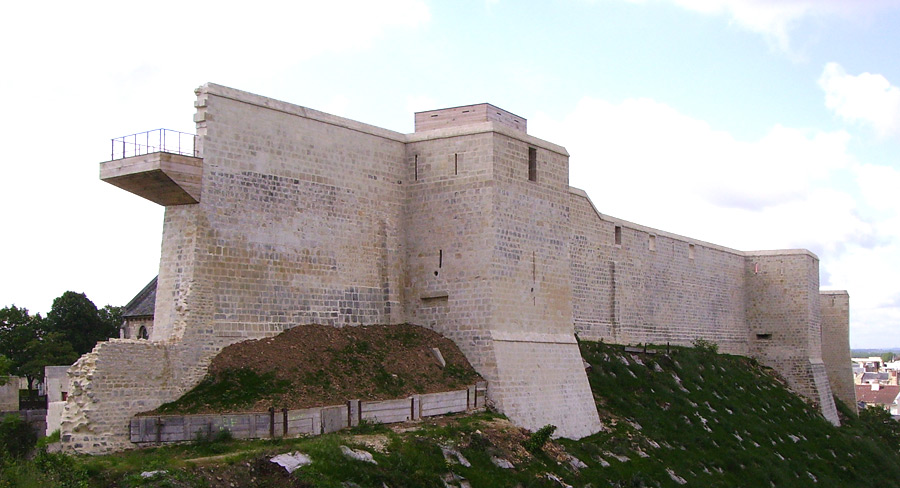
Château de Caen, courtine.
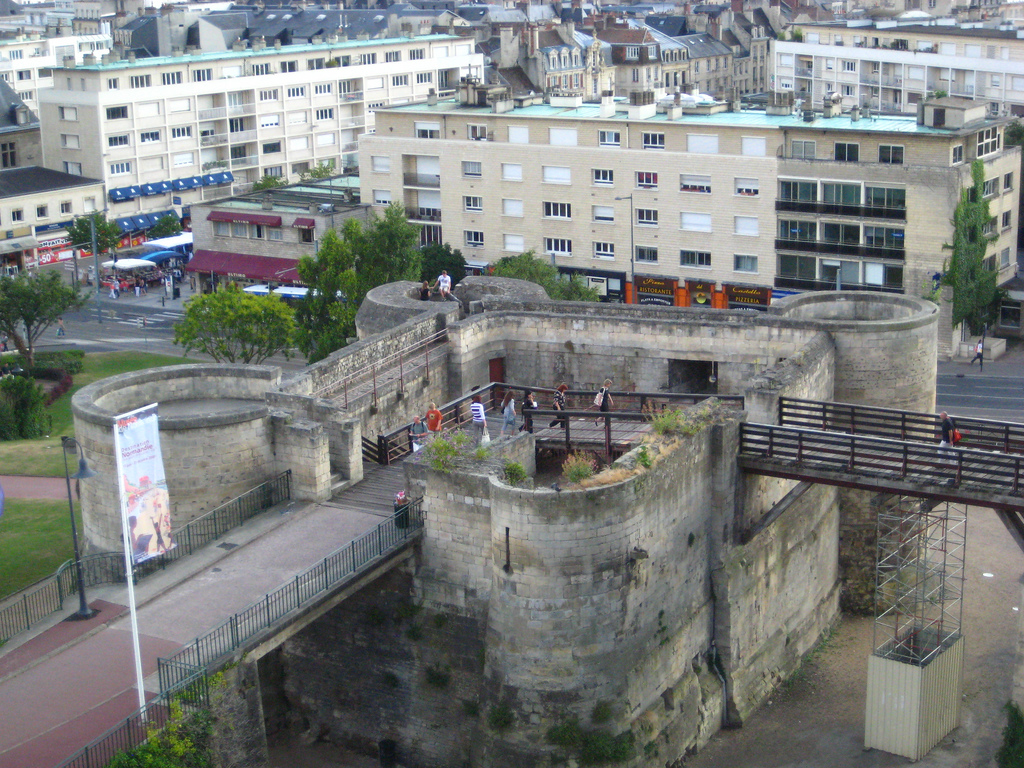
Château de Caen, barbacane de la porte Saint-Pierre.
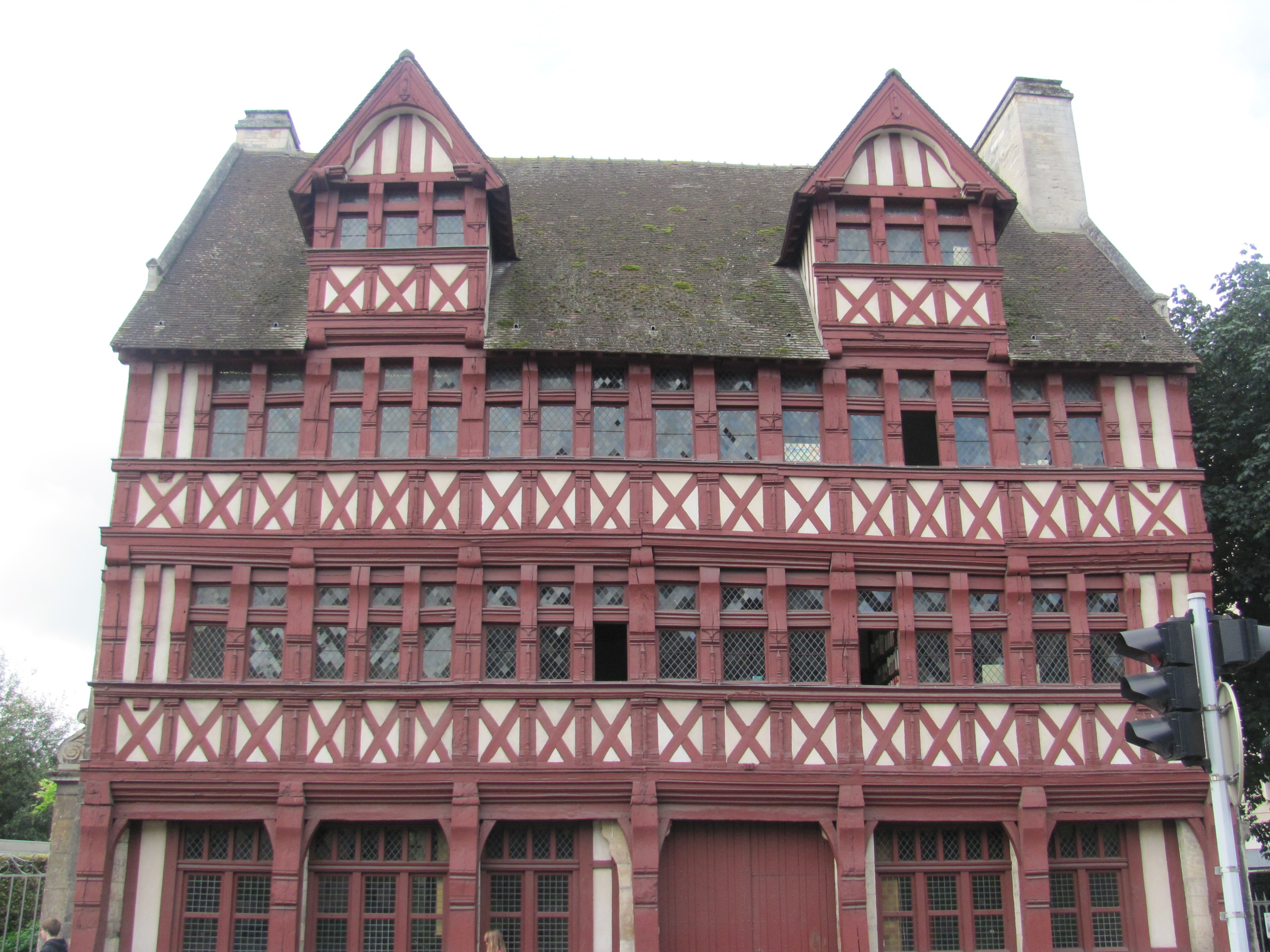
Maison des Quatrans XVe siècle.
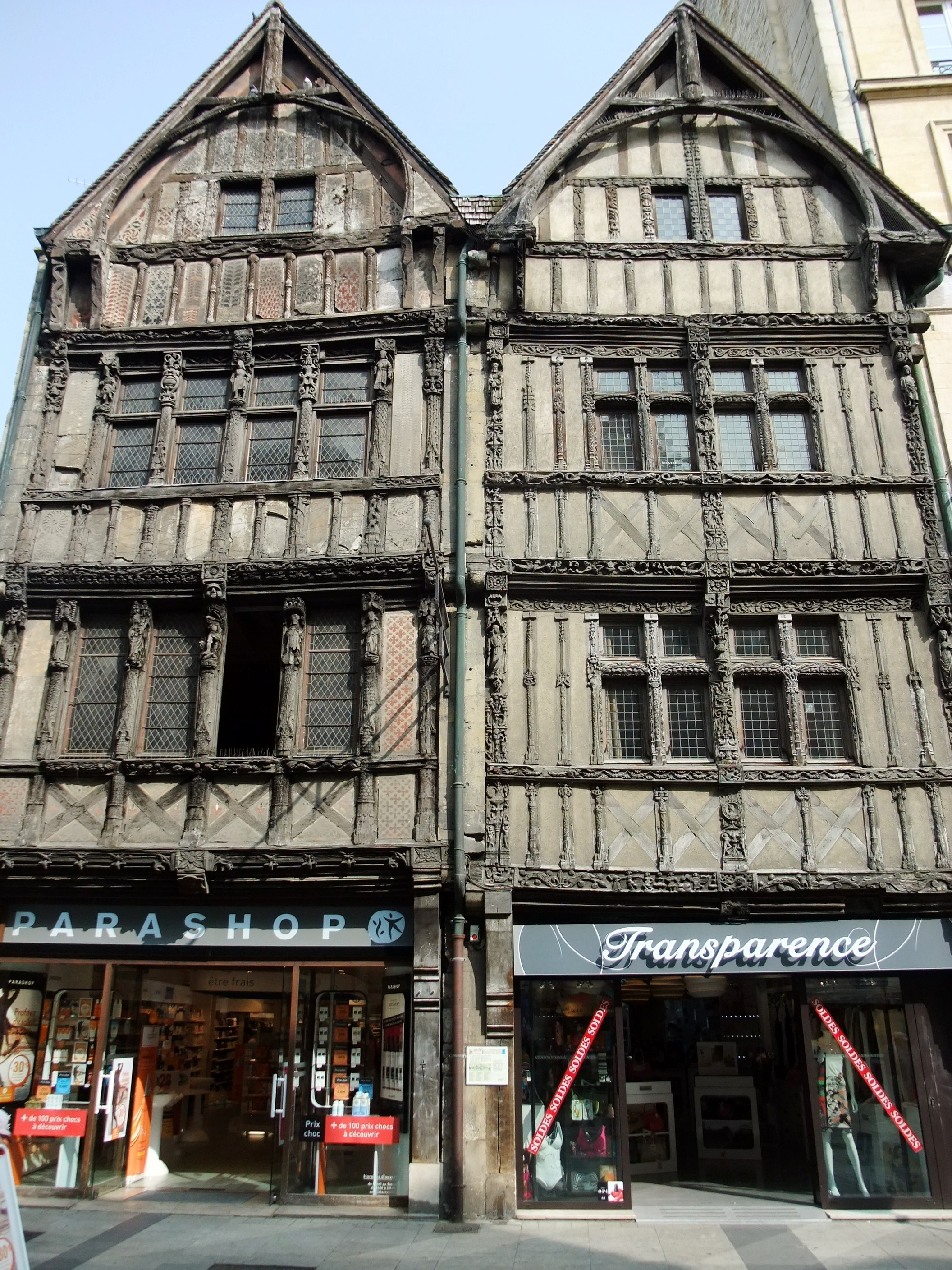
52-54 rue Saint-Pierre XVIe siècle.
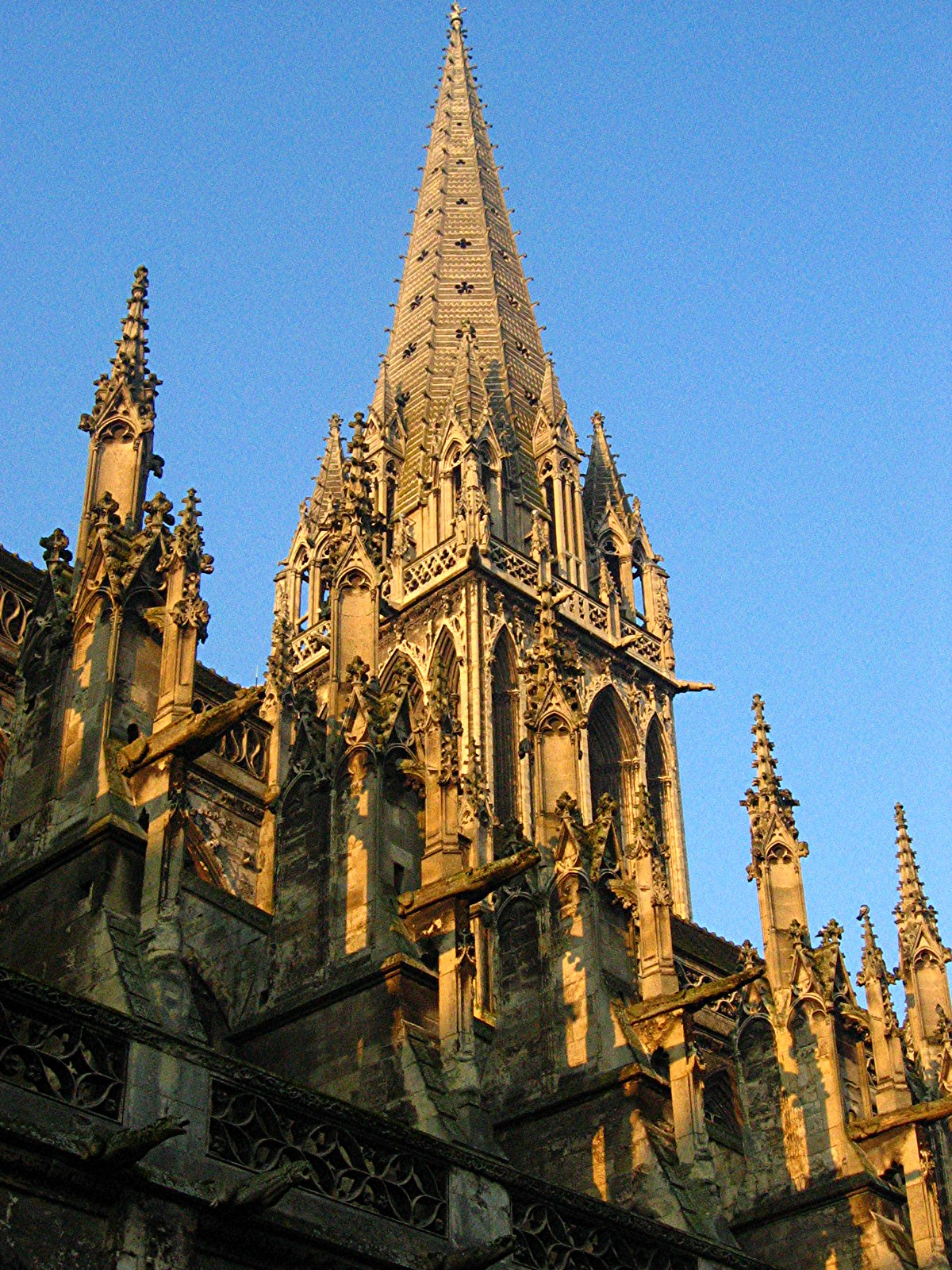
Église Saint Pierre, tour.
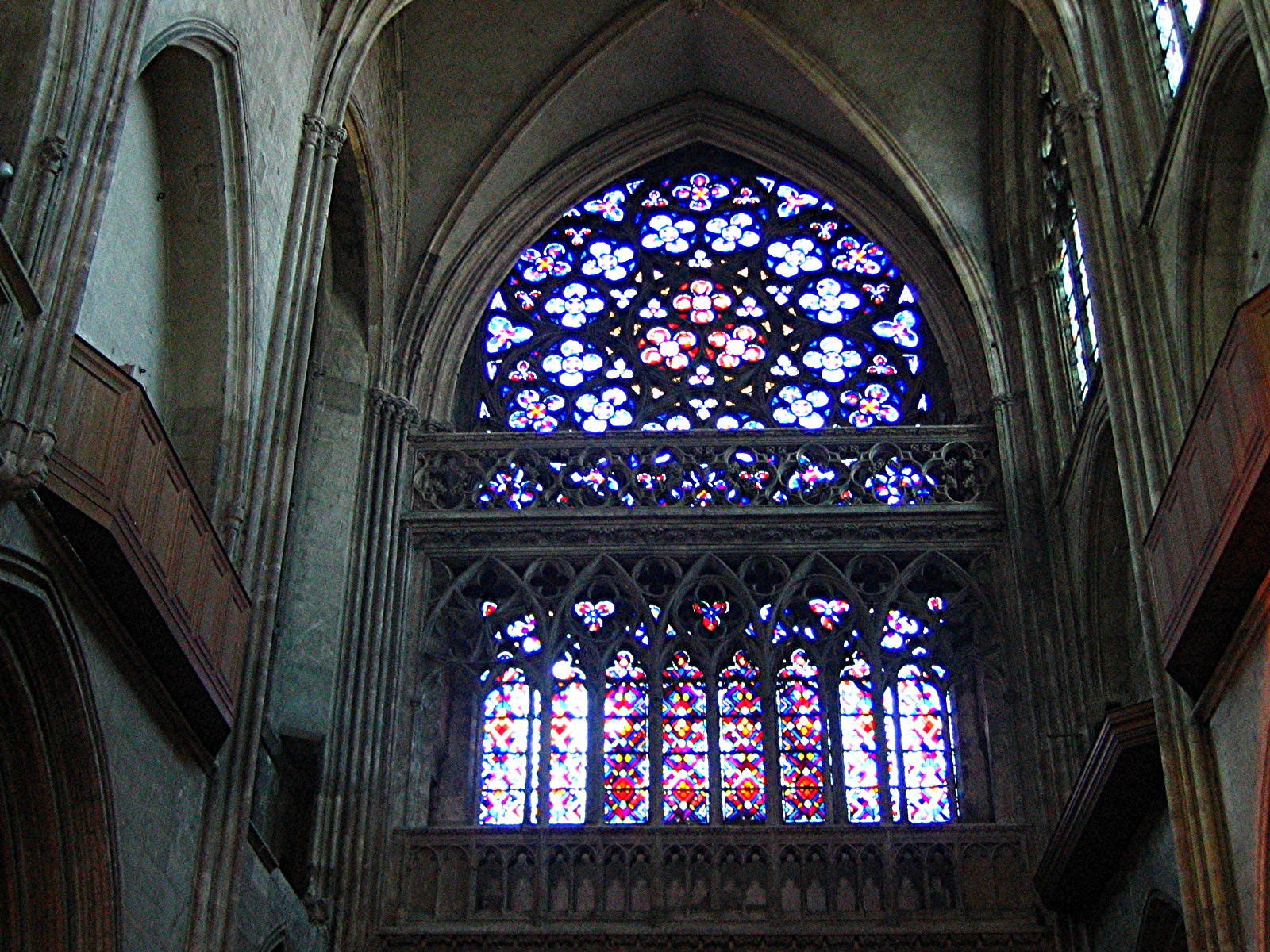
Église Saint Pierre, vitrail de la façade.

### Bayeux

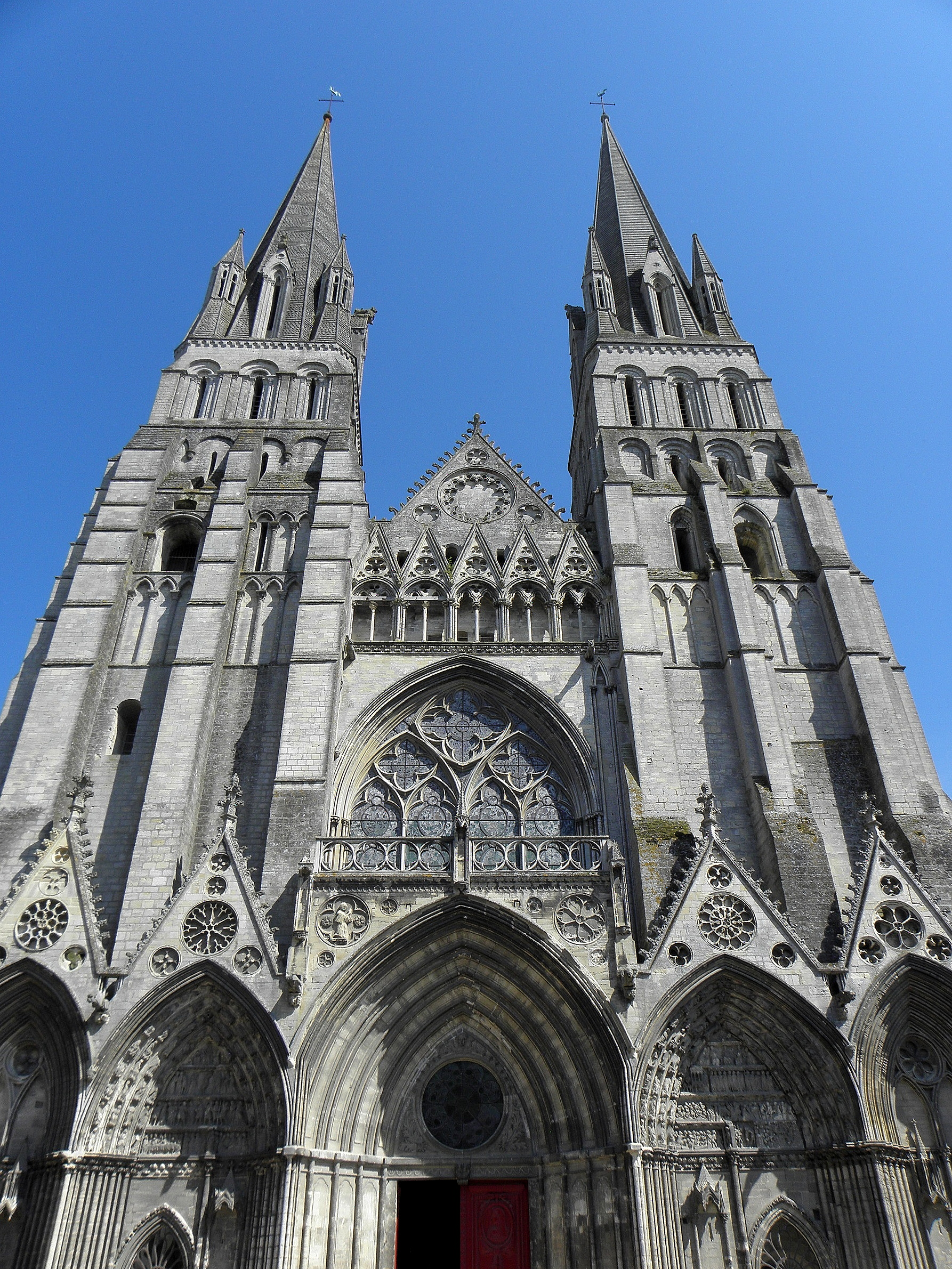
Tours de la façade.
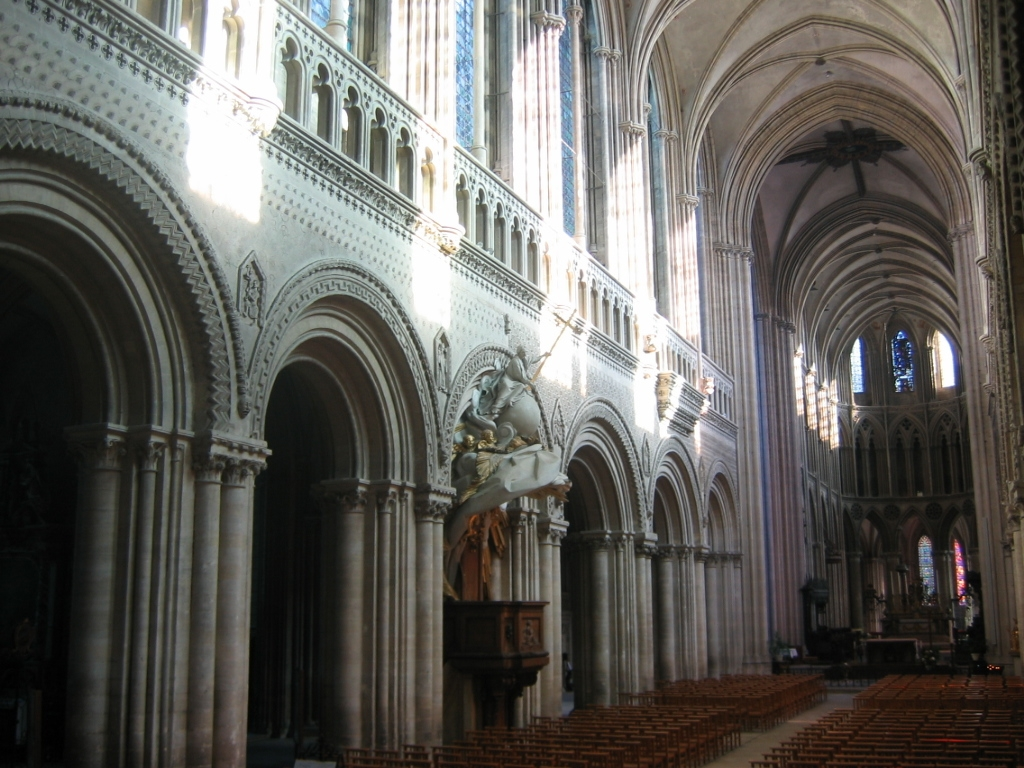
Nef.
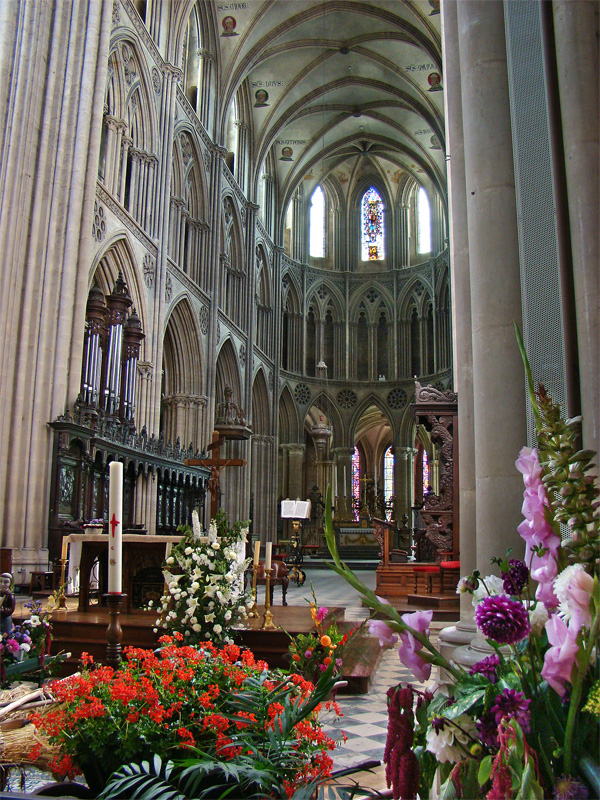
Chœur.
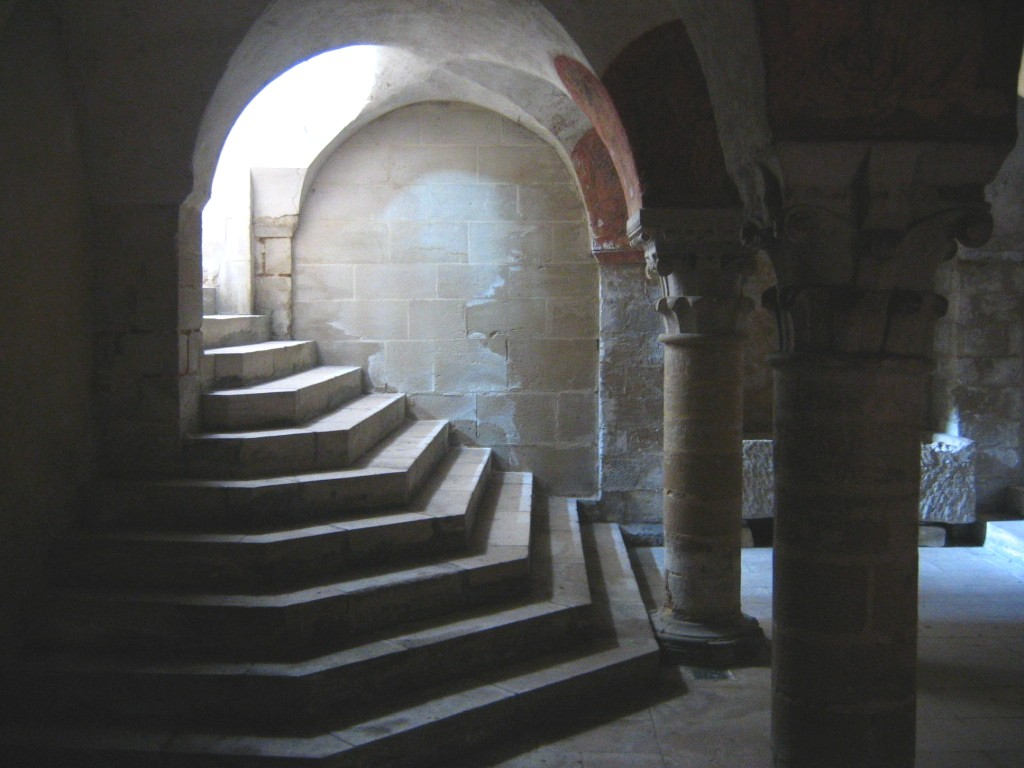
Crypte.
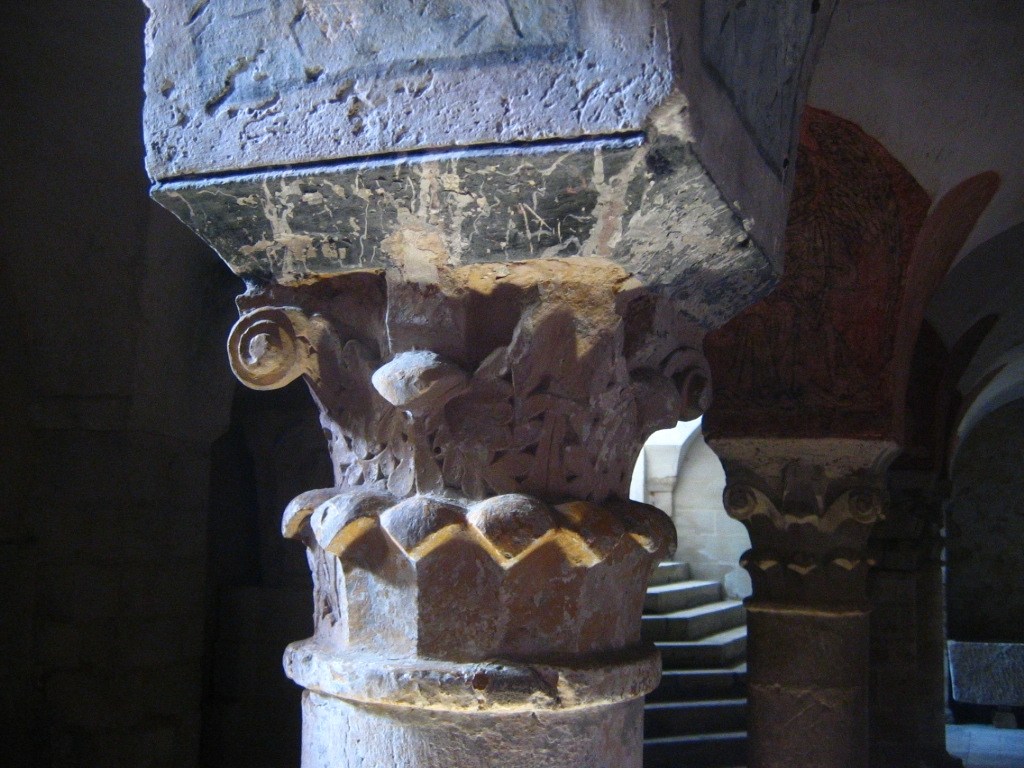
Crypte.
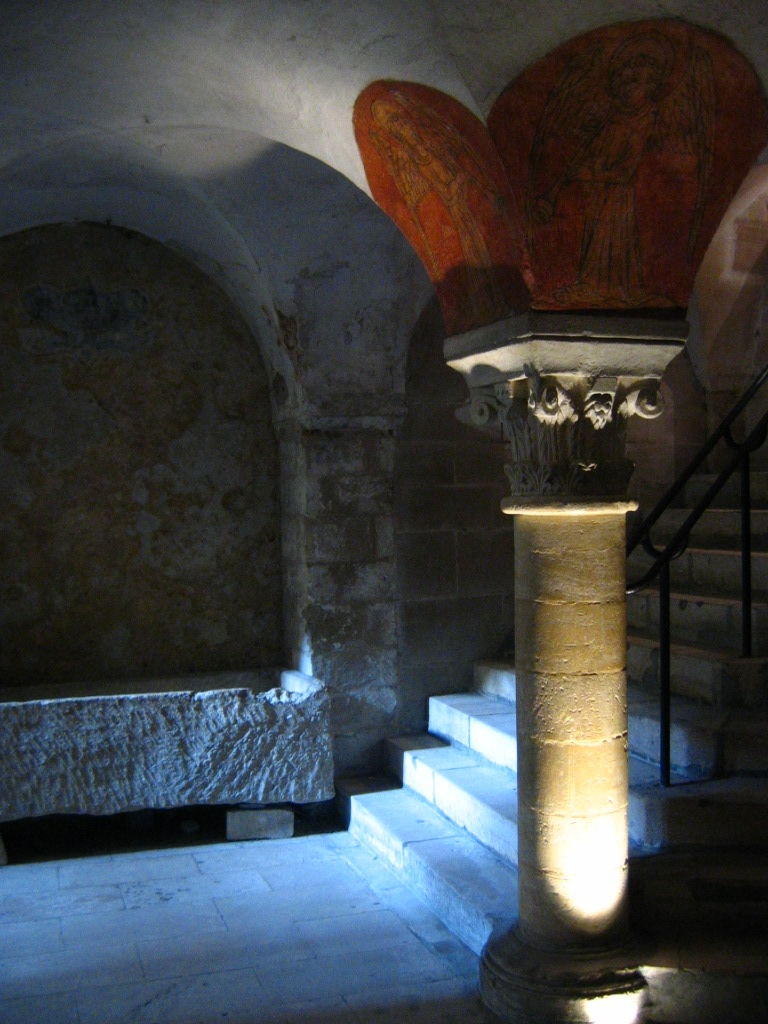
Crypte.
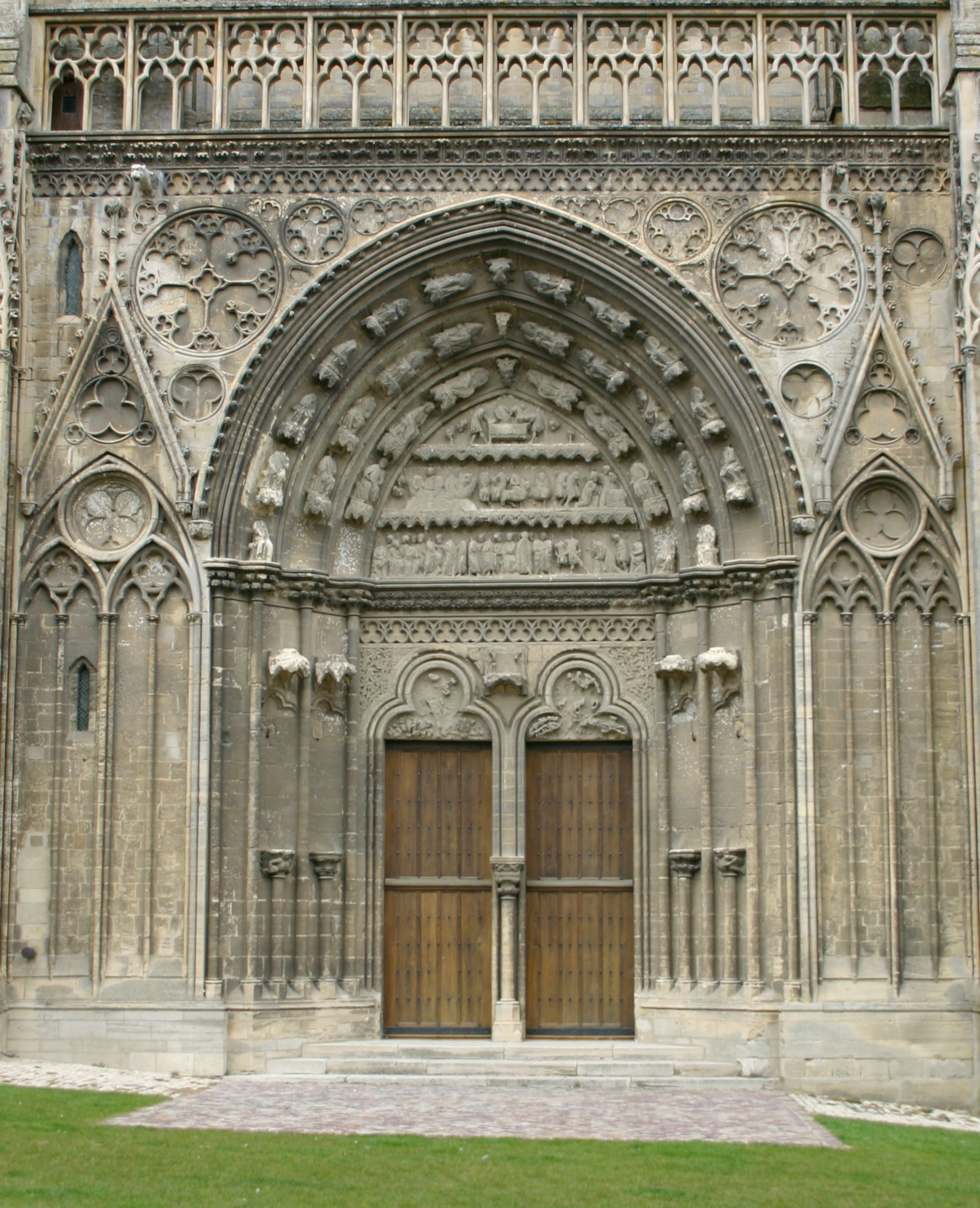
Porte latérale.
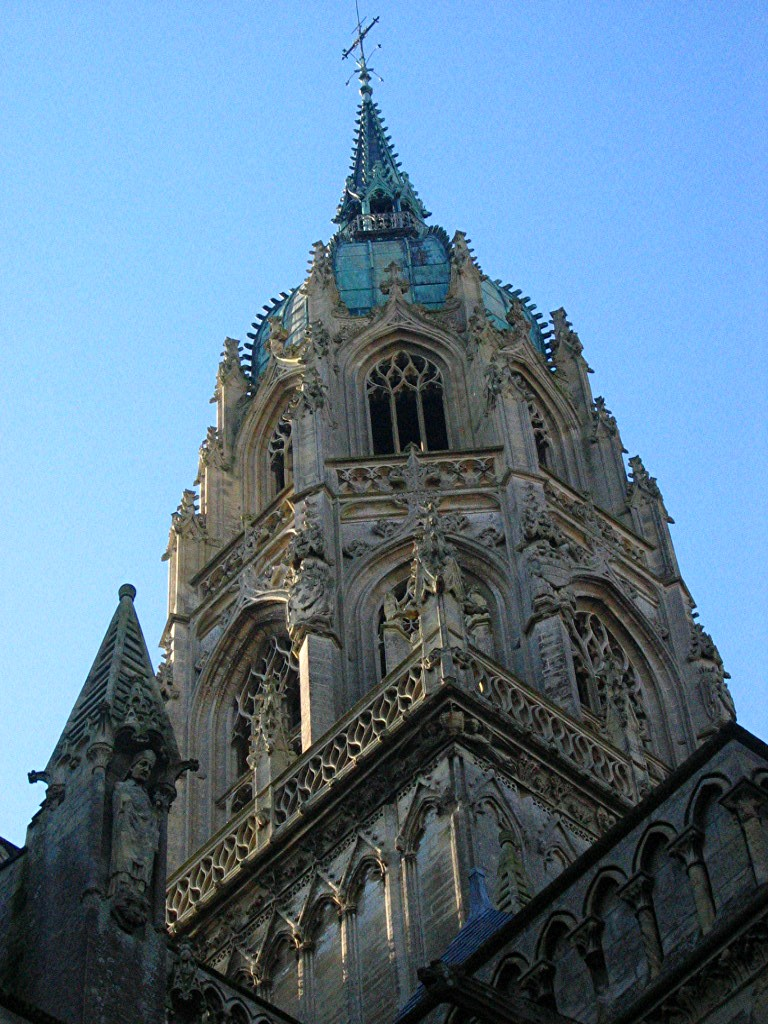
Tour-lanterne.

### Saint-Martin-de-Boscherville

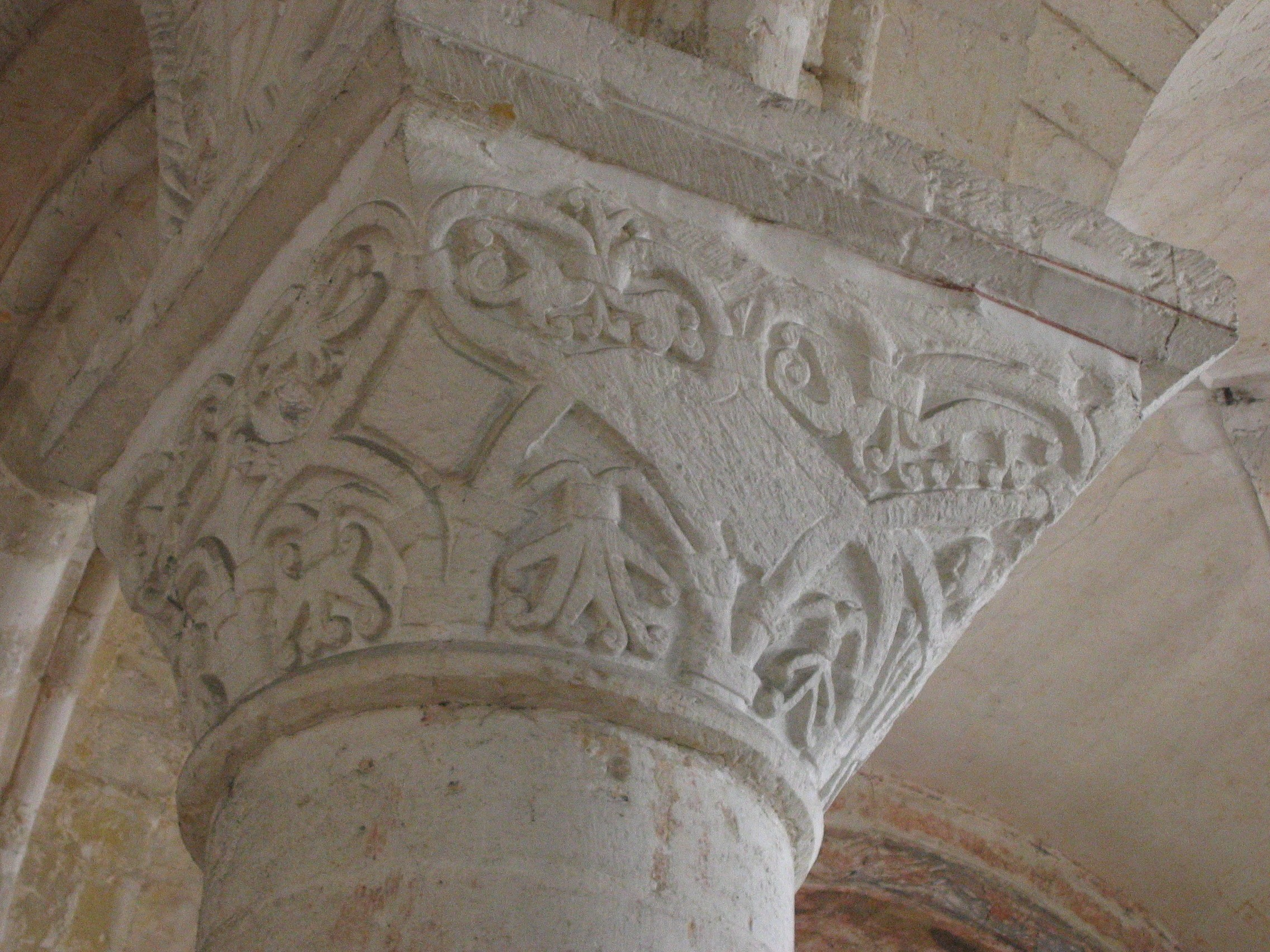
Chapiteau roman.
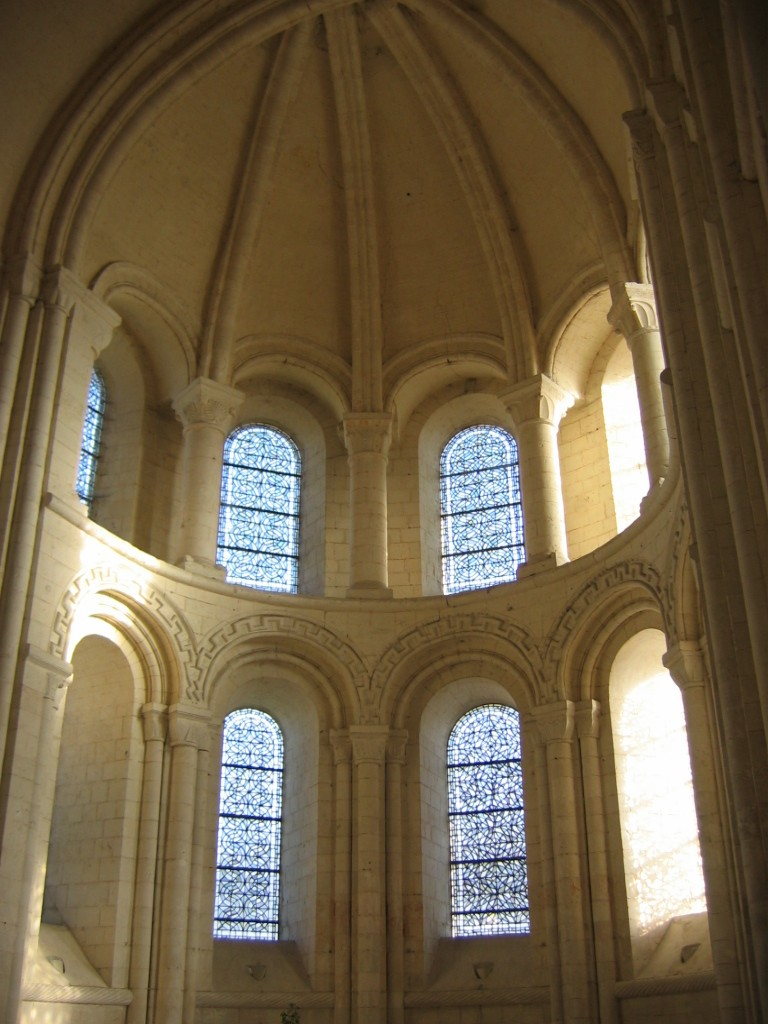
Chœur.
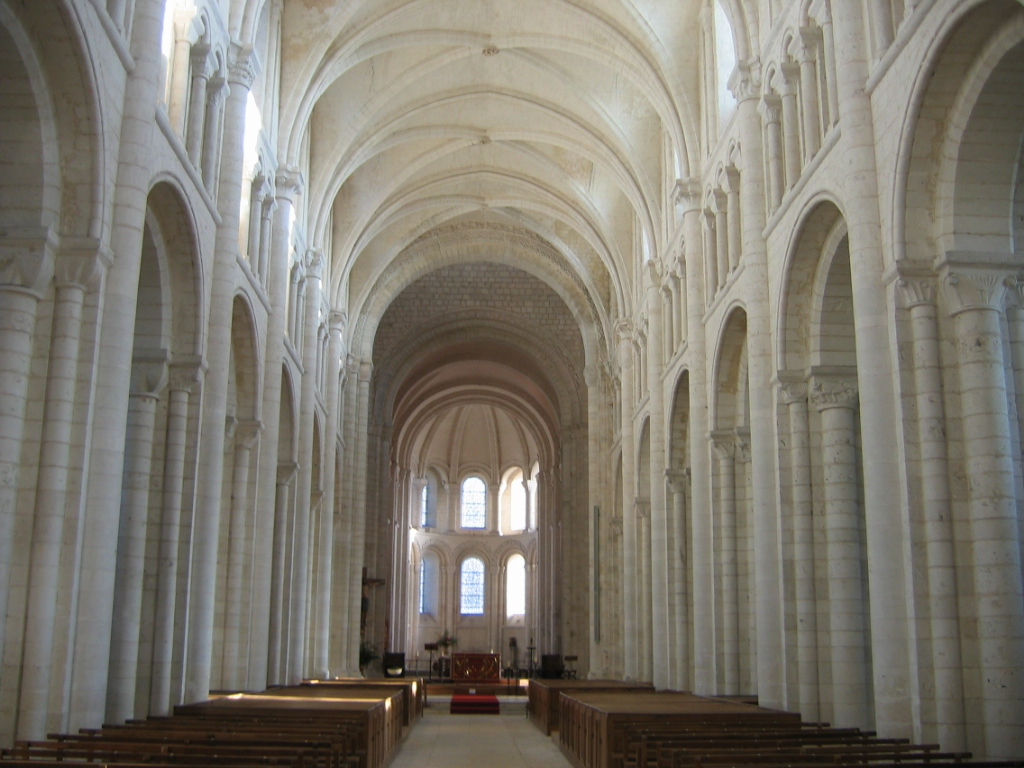
Nef.

### Rouen

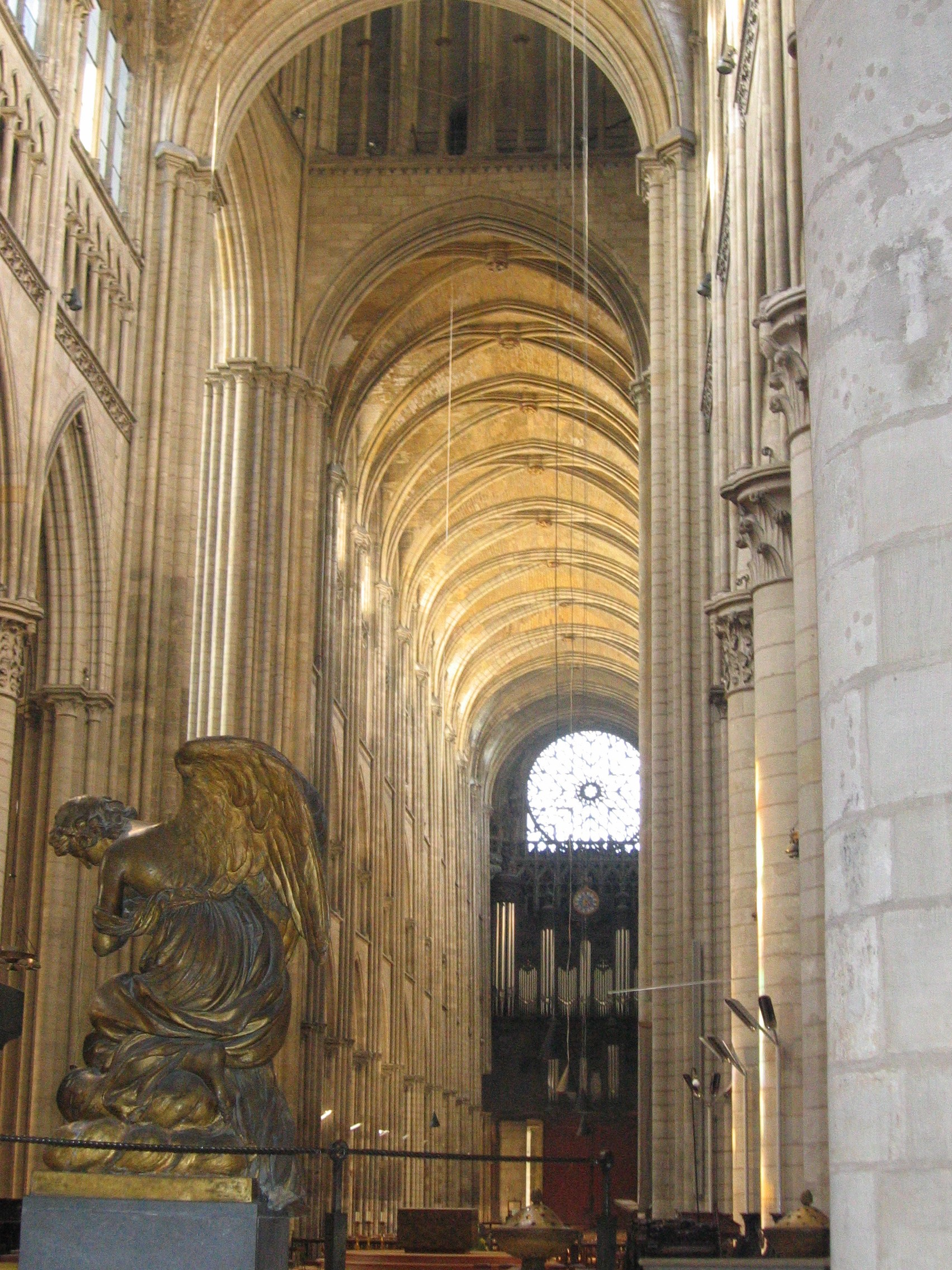
Cathédrale de Rouen, nef.
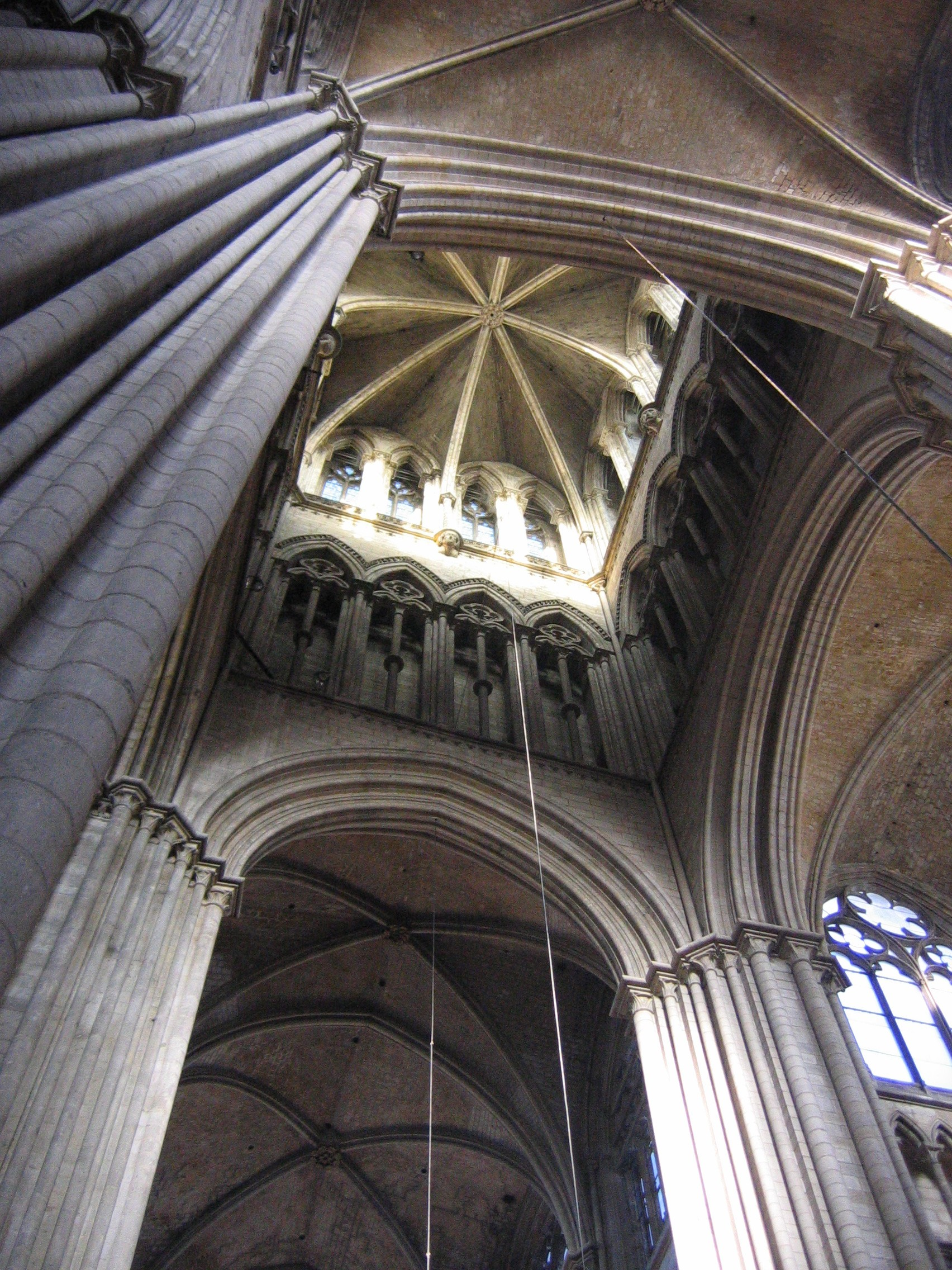
Cathédrale de Rouen, tour-lanterne.
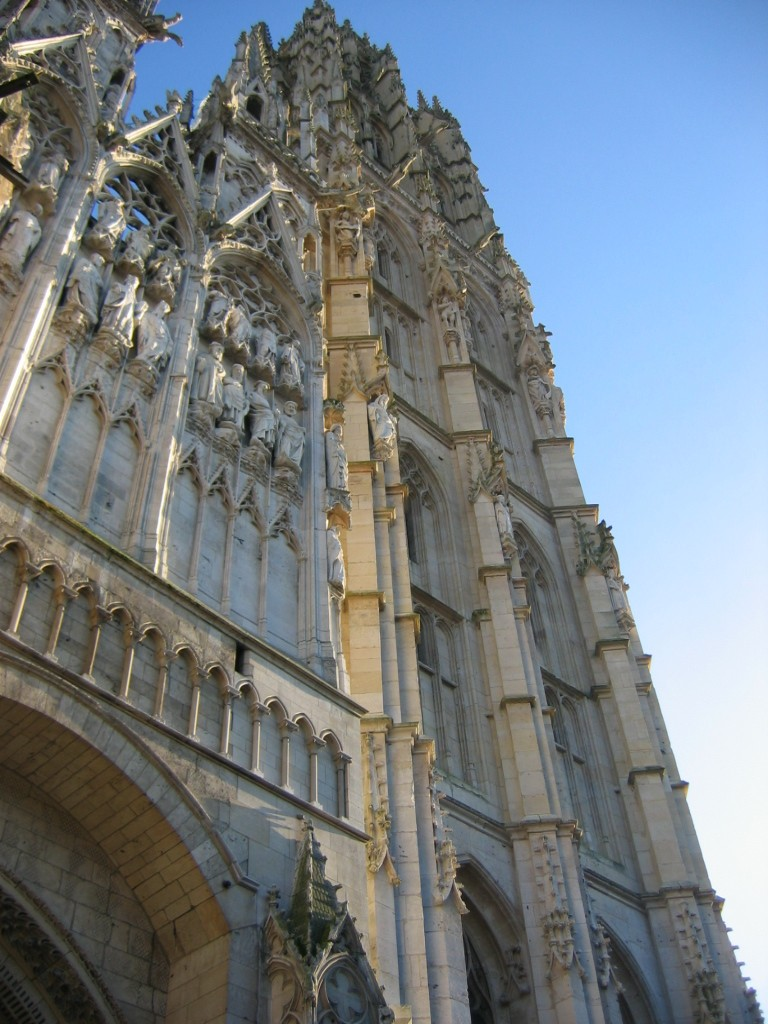
Cathédrale de Rouen, façade.
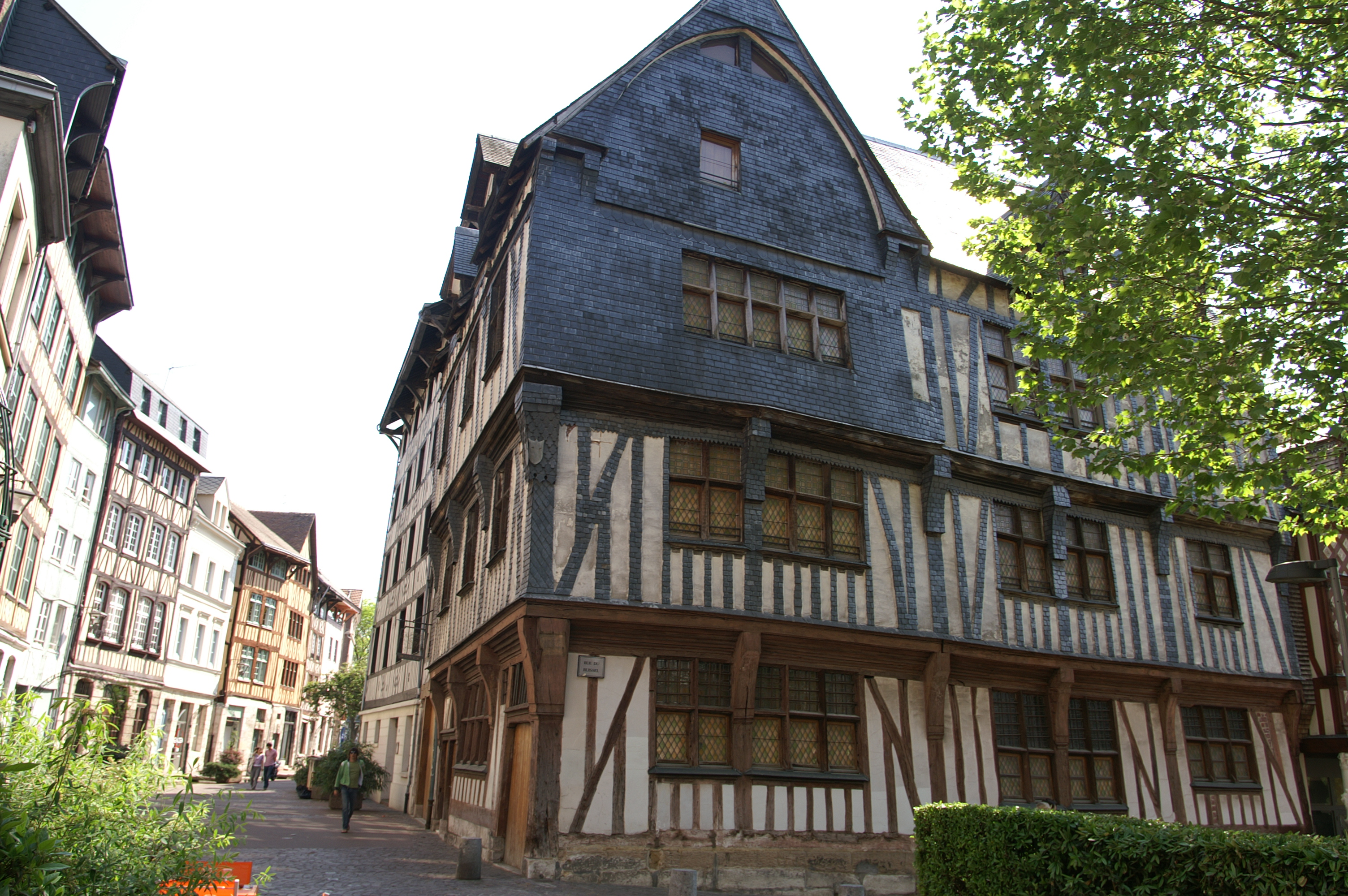
Maison médiévale.
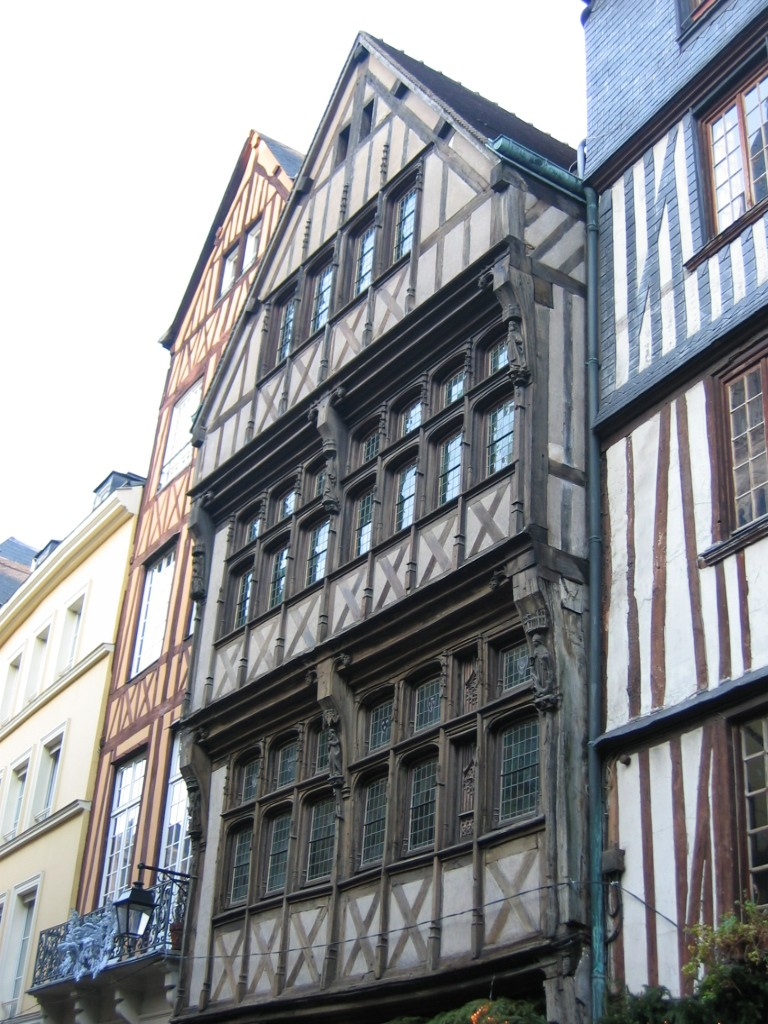
Maison médiévale.
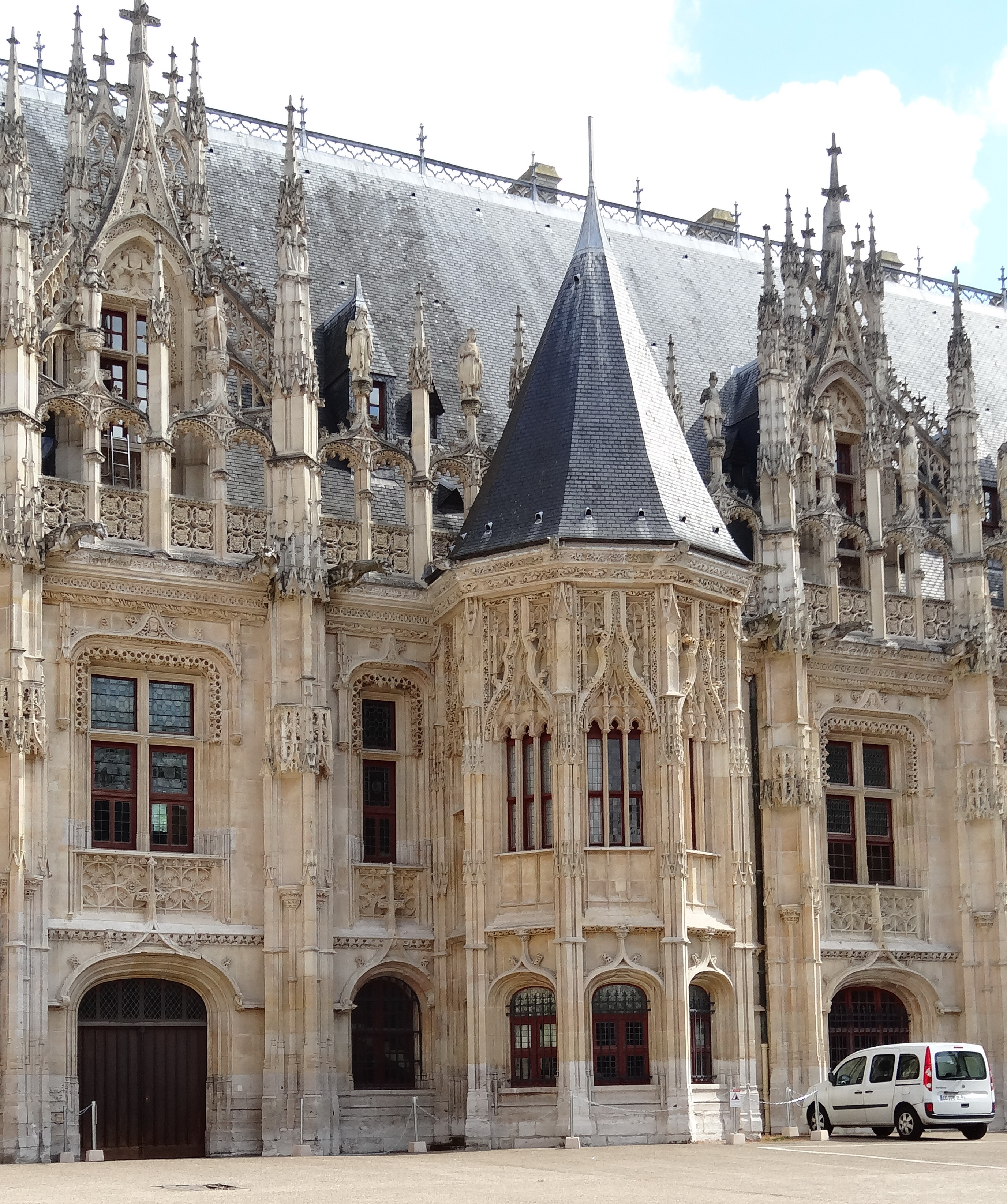
Palais de justice, gothique flamboyant.
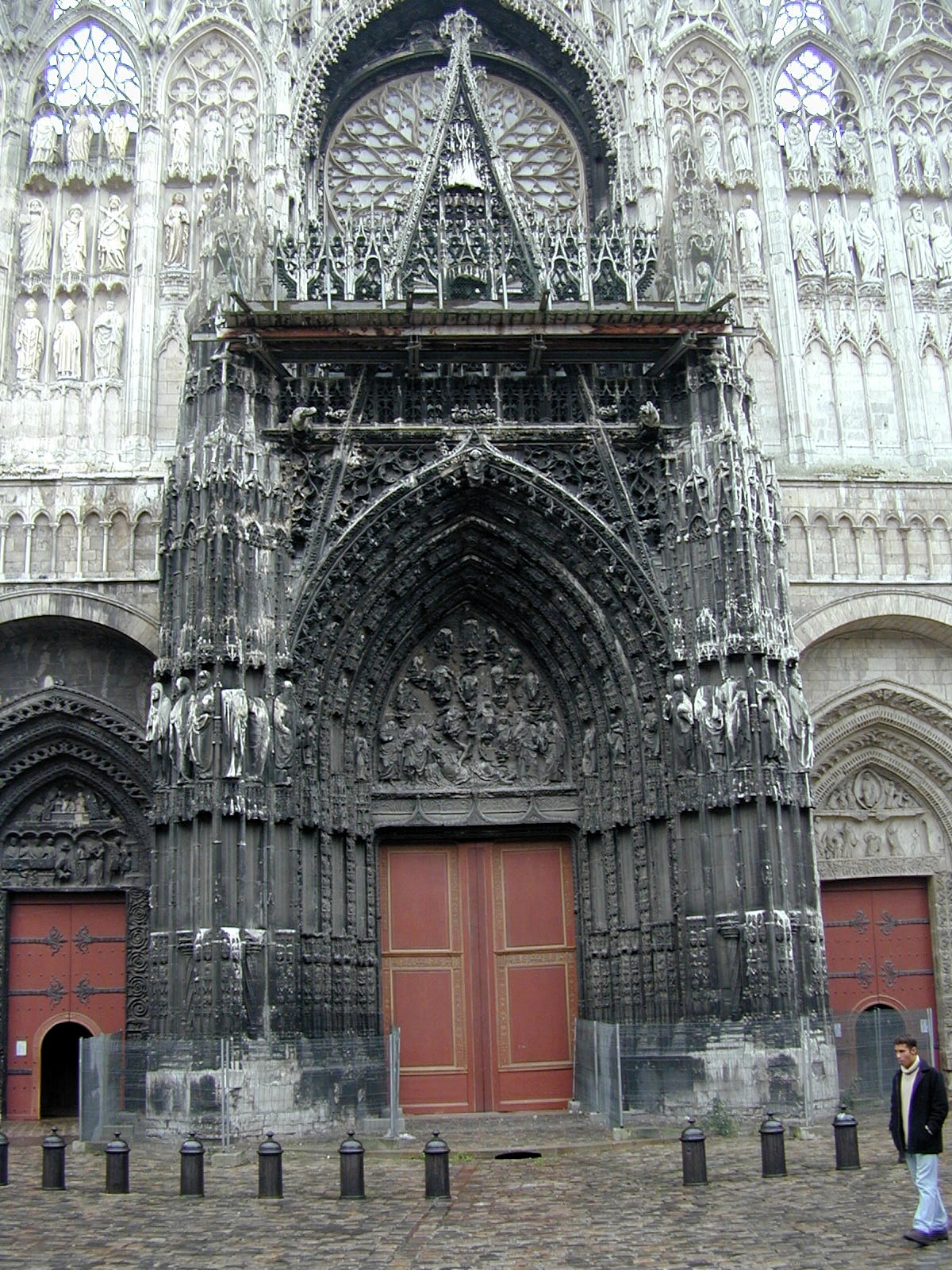
Cathédrale de Rouen, entrée.
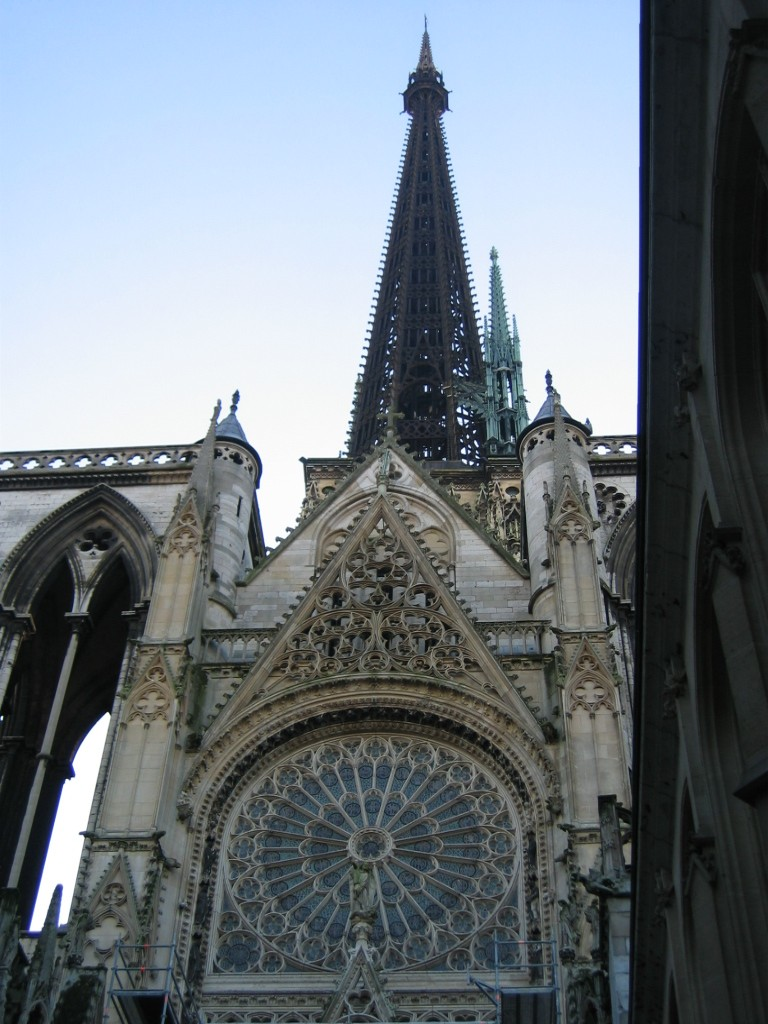
Cathédrale de Rouen, flèche.